# Modernismo en Nápoles

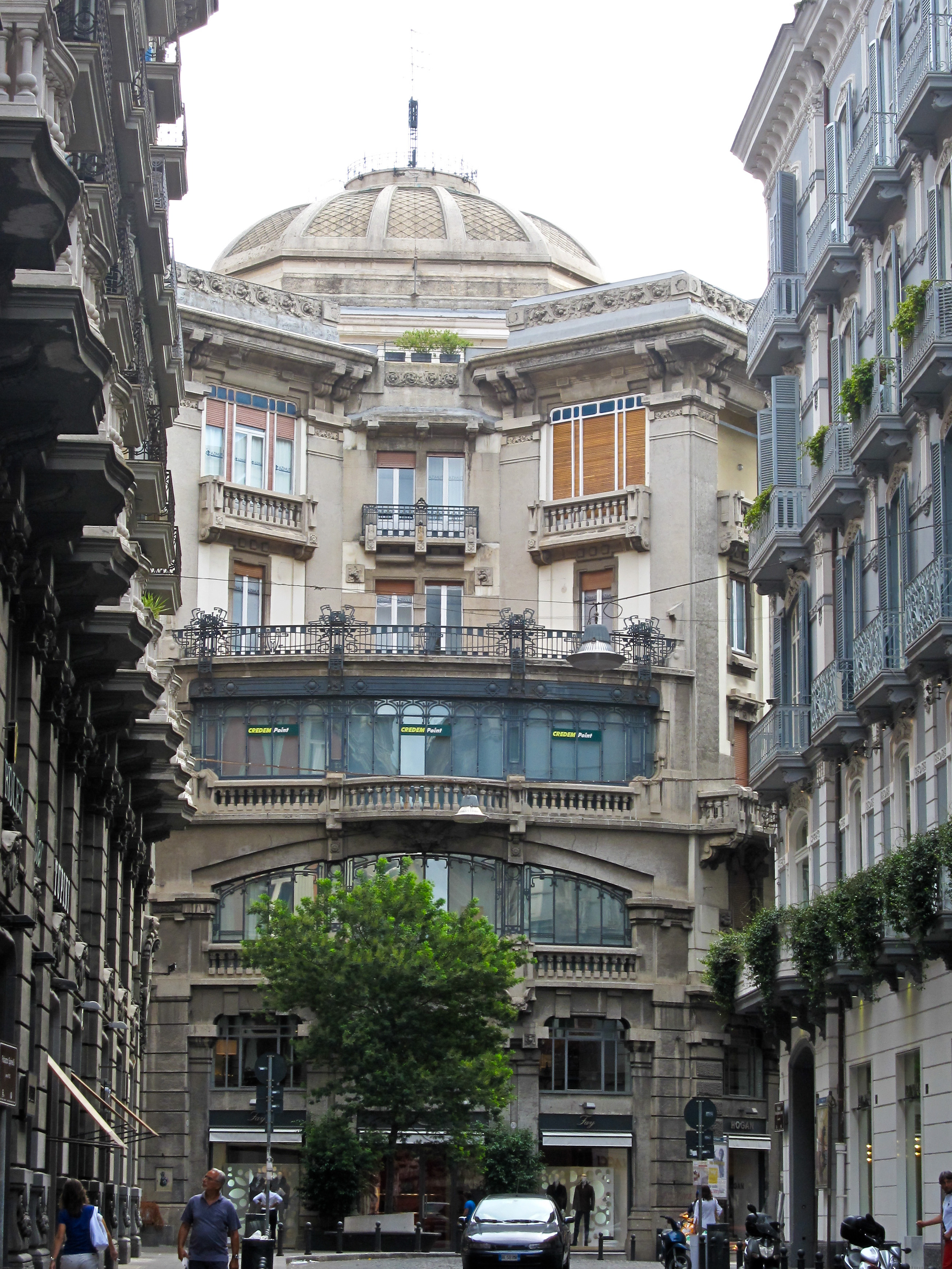
El Palazzo Mannajuolo (arquitecto Arata e ingeniero Mellucci Luigi) en la Via Filangieri de Nápoles.

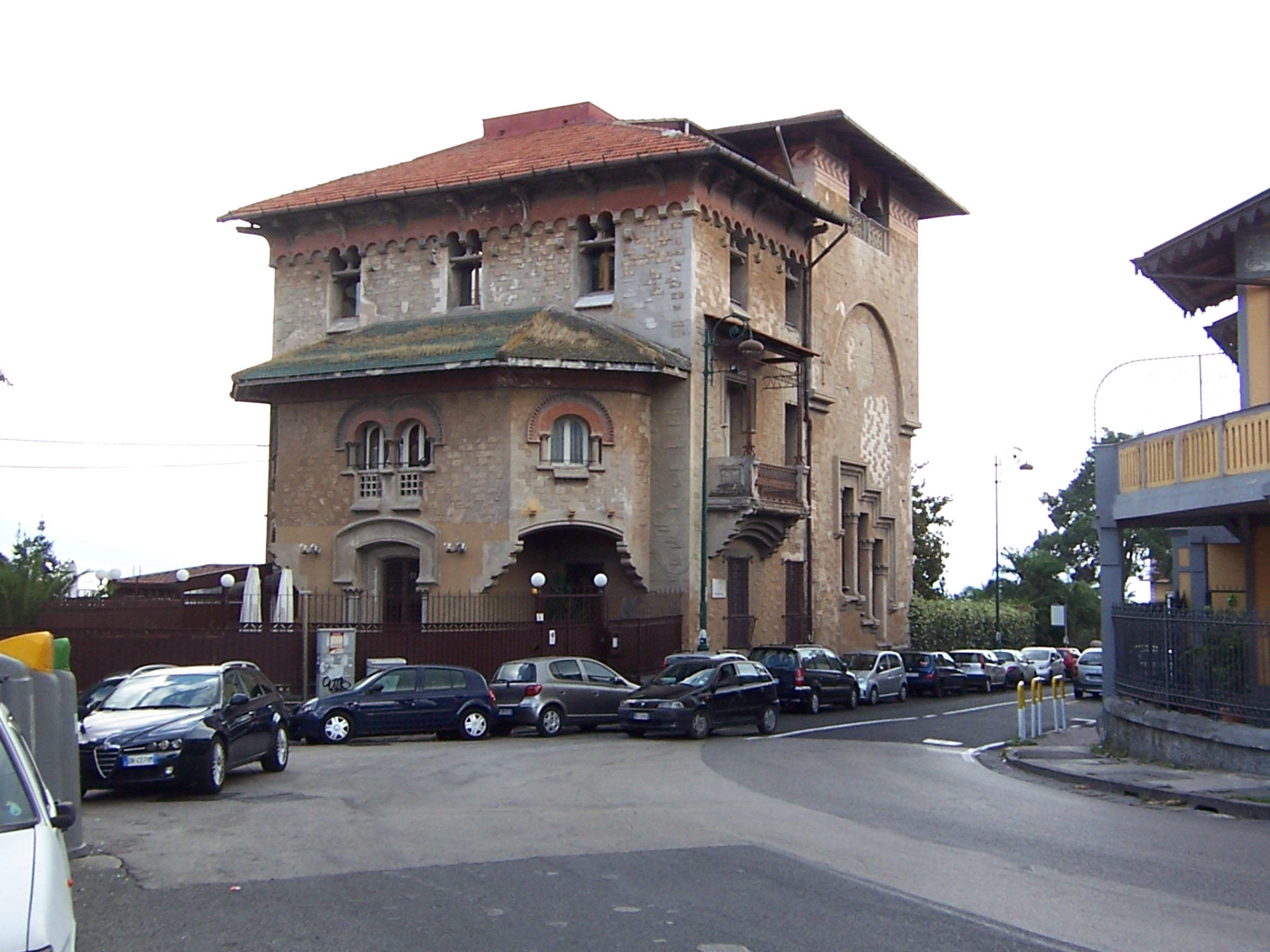
La Villa Spera (arquitecto Avena) vista desde la Piazza Santo Stefano.

Con liberty napoletano se designa una corriente arquitectónica del estilo Liberty (Art Nouveau) desarrollada en Nápoles, Italia en las primeras dos décadas del siglo XX, principalmente en los barrios de Vomero, Posillipo y Chiaia.

## Historia
El liberty napoletano nace como una desviación del eclecticismo, de hecho muchos edificios liberty reflejan tendencias relacionadas con la arquitectura ecléctica y monumentalista de la segunda mitad del siglo XIX, por ejemplo algunos edificios del Rione Amedeo. Entre estos, el Palazzo Mannajuolo de Giulio Ulisse Arata presenta una configuración y decoración casi neobarroca; mientras que el liberty creado por el ingeniero Angelo Trevisan y Gioacchino Luigi Mellucci asume rasgos neorrománico como bíforas con columnillas de mármol; Francesco De Simone proyectó una arquitectura que asume la característica de castillos urbanos, mientras que el liberty ecléctico más modesto de Emmanuele Rocco se expresa en un edificio residencial.
En la colina de Vomero, el arquitecto más relevante es Adolfo Avena, que se caracterizó por un liberty muy rural pero con fuertes influencias del monumentalismo de la ciudad consolidada. Avena diseñará principalmente villas que caracterizan el aspecto burgués de la colina de Vomero; mientras que muchas villas liberty diseñadas por ingenieros  arquitectos como Stanislao Sorrentino, Michele Platania, Leonardo Paterna Bellizzi y Michele Capo son obras menos ambiciosas. El arquitecto más significativo de Vomero, tras Avena, es Sorrentino, quien diseñó entre 1915 y 1918 la Palazzina Russo Ermolli en la Via Palizzi; este edificio de Sorrentino tiene una notable decoración exterior que confiere al edificio un sentido de imponencia y nobleza: la decoración es de sillares interrumpidos por una franja de estuco con decoración geométrica que funciona como marcapiano, y en la terraza sobresale a la vista una cornisa sobre la cual se elevan apoyos de piedra que son decorativos y funcionales a la vez, porque son los puntos de anclaje de la barandilla realizada con el mismo material.
En la arquitectura liberty de Nápoles se registraron los primeros experimentos con el hormigón armado (ya utilizado en la sala del Augusteo, también de Luigi Mellucci y Nervi, diseñado entre 1926 y 1927) que redujo notablemente el peso de los muros de tufo. La fábrica de Gay Odin, conocido productor de chocolate, fue proyectada por Angelo Trevisan entre 1920 y 1922 con el uso de una estructura de hormigón que dio más espacio a la composición libre de los espacios. Otro edificio de hormigón es un edificio comercial de Arata que libera espacio para una composición que se articula sobre el uso de los llenos y los vacíos y una planta con saliente.
El liberty napoletano se "extinguió" con la llegada del protoracionalismo y el neoclasicismo monumental de Marcello Piacentini.

## Obras principales

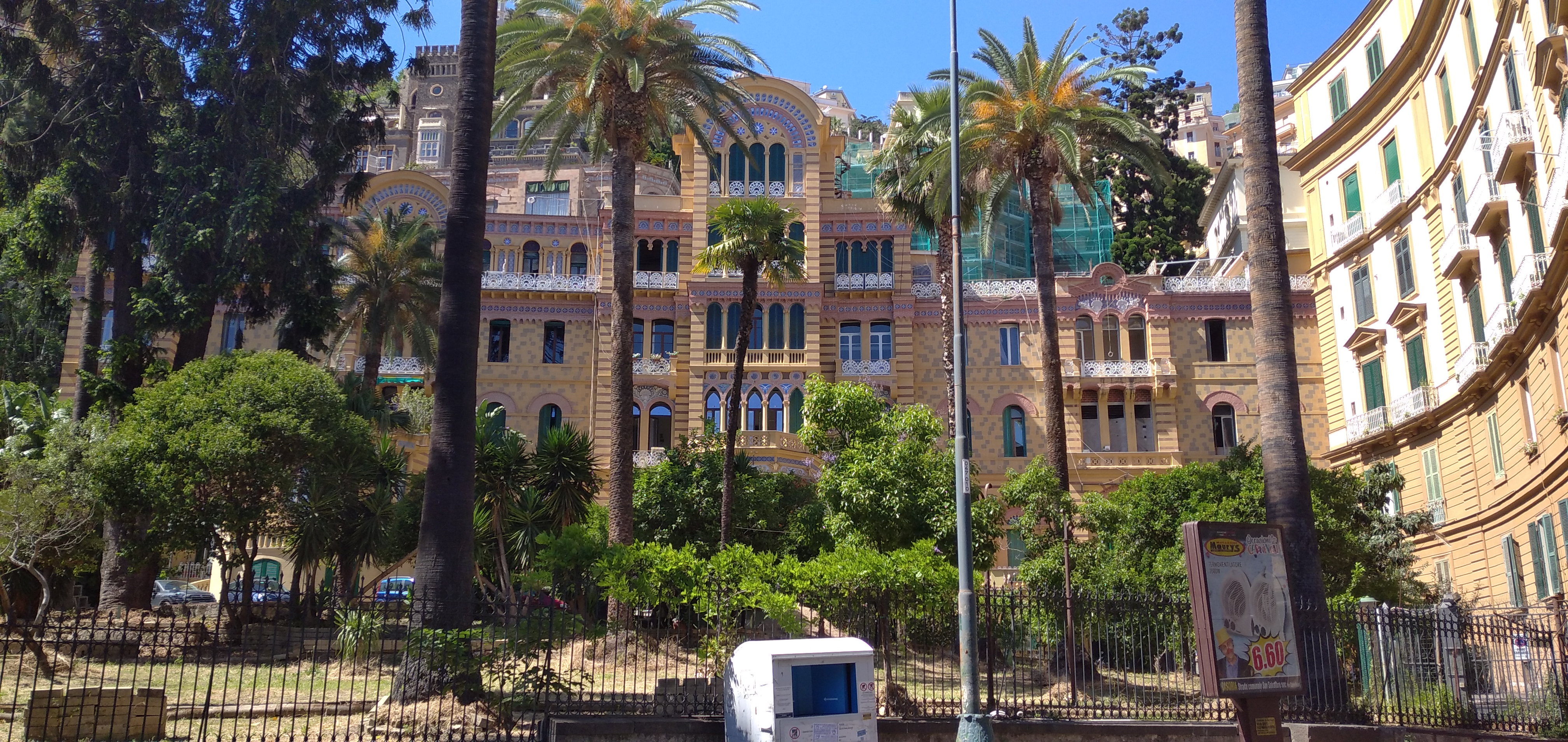
El antiguo Gran Eden Hotel.

La corriente liberty ha dejado un gran testimonio en la arquitectura y las artes. El liberty napoletano no se ocupó solo de una arquitectura estinada al diseño de edificios, sino también pequeños piezas como las tiendas Gay Odin que conservan tras muchos años los escaparates originales de madera de este estilo.
Estos son algunos de los edificios liberty más importantes de la ciudad de Nápoles:
- Palazzina Paradisiello, arquitecto Giulio Ulisse Arata, ingeniero Gioacchino Luigi Mellucci
- Palazzina Rocco, arquitecto Emmanuele Rocco (autor de la Galleria Umberto I)
- Palazzo Acquaviva Coppola, arquitecto Augusto Acquaviva Coppola
- Gran Hotel Eden, arquitecto Angelo Trevisan
- Palazzo Leonetti, arquitecto Giulio Ulisse Arata, ingeniero Gioacchino Luigi Mellucci
- Palazzo residenziale, arquitecto Giulio Ulisse Arata, ingeniero Gioacchino Luigi Mellucci,
- Palazzina Velardi, arquitecto Francesco De Simone
- Palazzo Mannajuolo, arquitecto Giulio Ulisse Arata, ingeniero Gioacchino Luigi Mellucci
- Edificio Commerciale, arquitecto Giulio Ulisse Arata
- Villa Pappone, arquitecto Gregorio Botta
- Palazzo Avena (Villa Haas), arquitecto Adolfo Avena
- Villa Loreley, arquitecto Adolfo Avena
- Villa Ascarelli, arquitecto Adolfo Avena
- Palazzina Russo Ermolli, arquitecto Stanislao Sorrentino
- Villa De Cristoforo, arquitecto Michele Platania
- Villa Catello-Piccoli, arquitecto Adolfo Avena
- Edificios residenciales (Via del Parco Margherita), ingeniero Gioacchino Luigi Mellucci
- Casa Marotta, arquitecto Leonardo Paterna Bellizzi
- Negozio "Lotto zero", arquitecto Giulio Ulisse Arata, ingeniero Gioacchino Luigi Mellucci
- Complesso termale di Agnano, arquitecto Giulio Ulisse Arata, ingeniero Gioacchino Luigi Mellucci
- Villa La Santarella

## Galería de imágenes

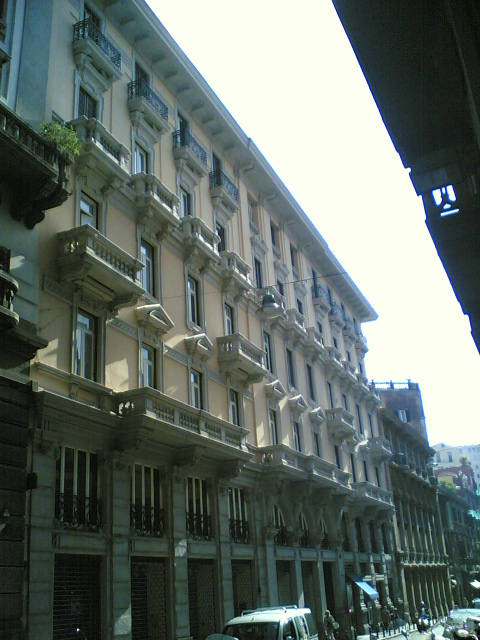
Edificio residencial (ingeniero Gioacchino Luigi Mellucci)
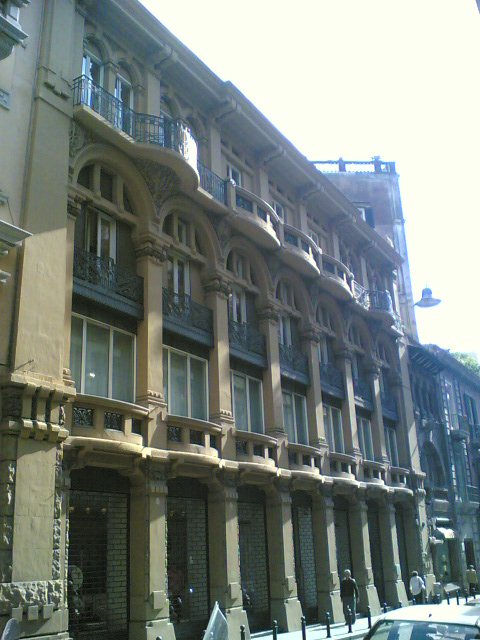
Palazzo commerciale (G.U. Arata)
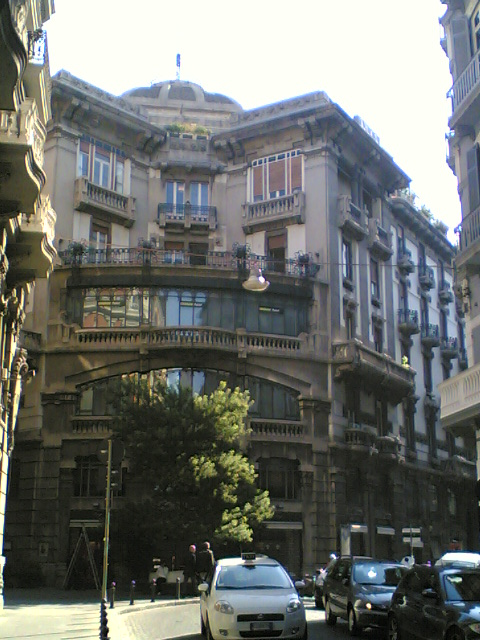
Palazzo Mannajuolo (G.U. Arata)
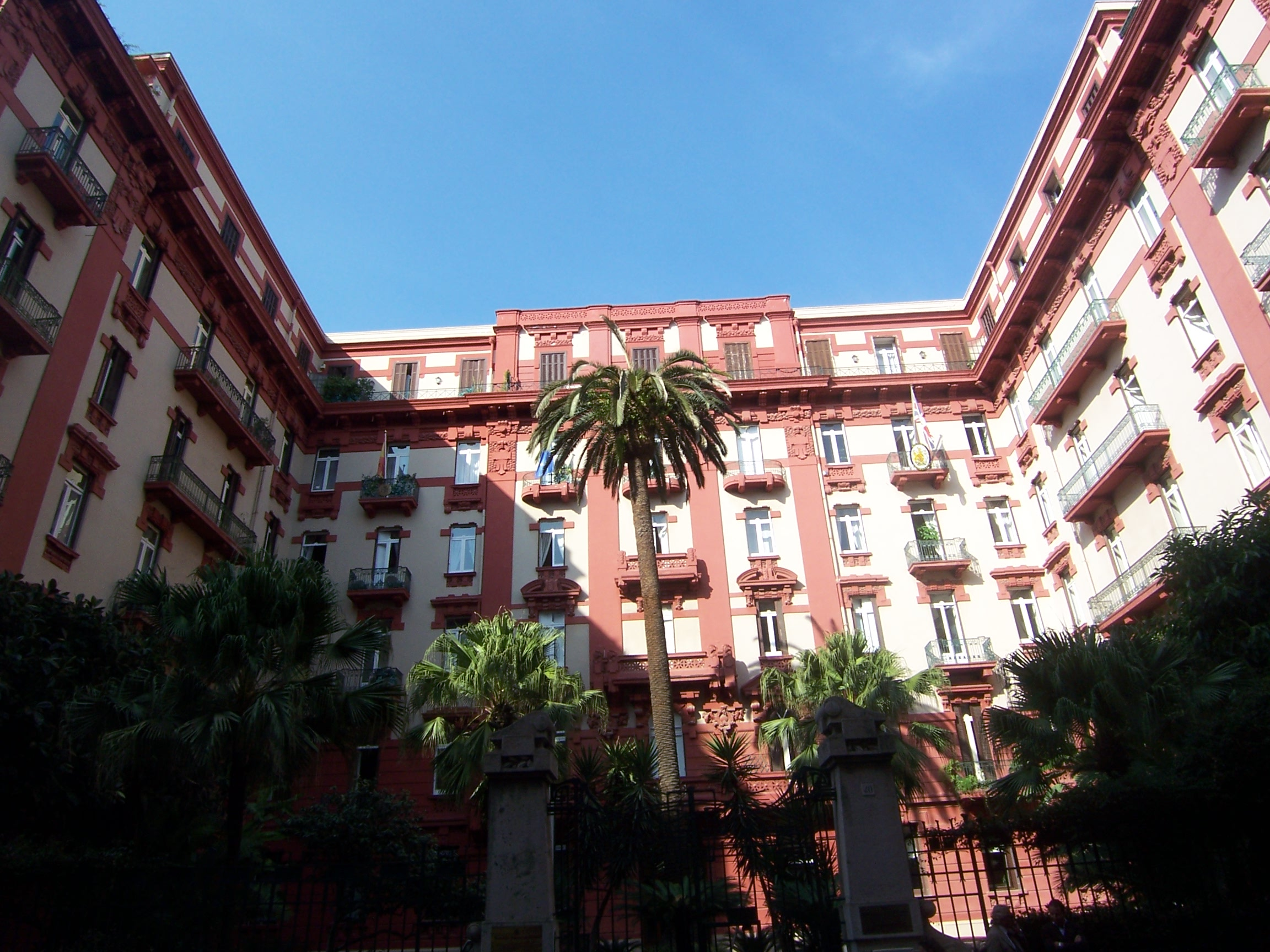
Palazzo Leonetti (G.U. Arata, ingeniero Gioacchino Luigi Mellucci)
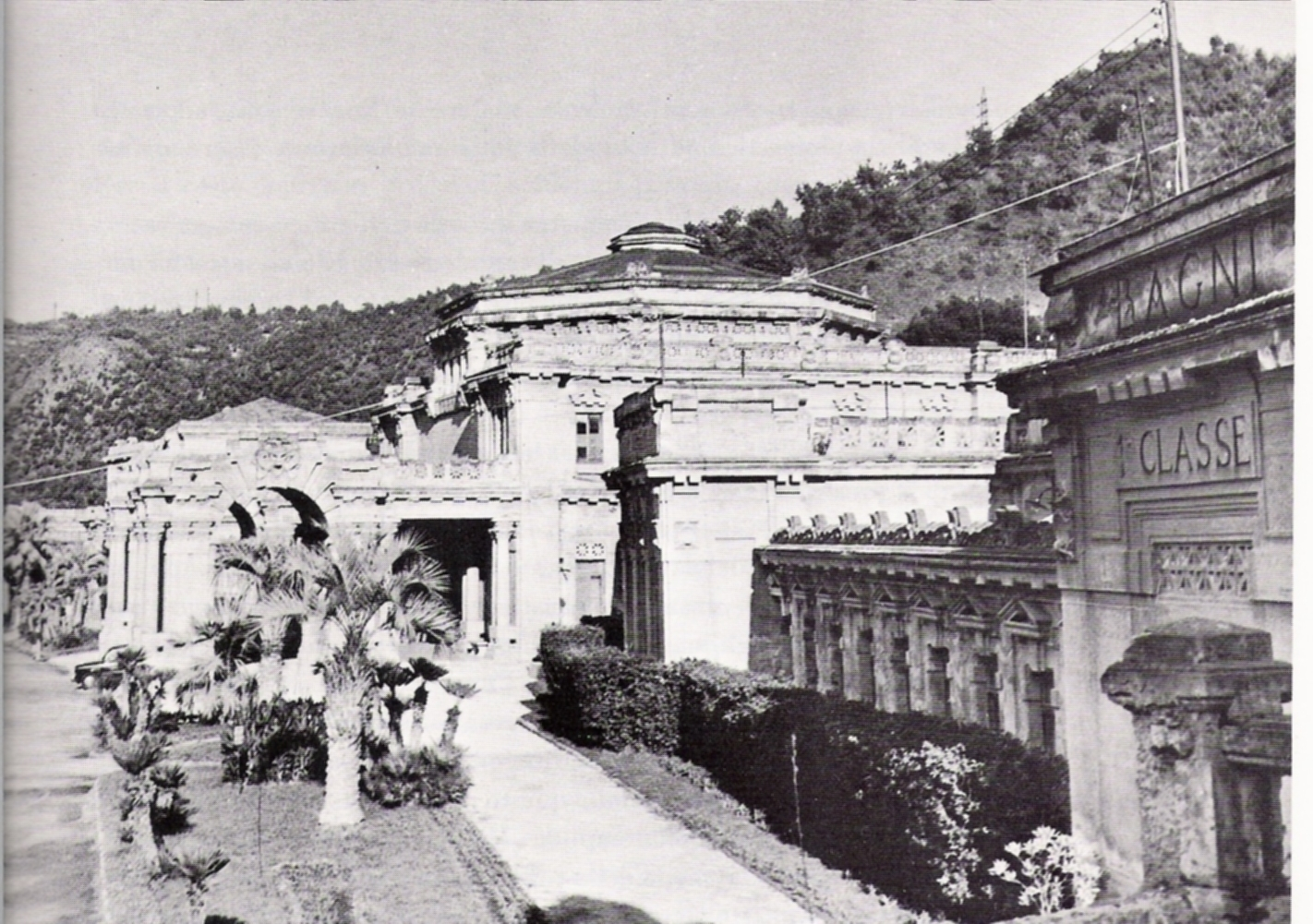
Terme di Agnano (ingeniero Gioacchino Luigi Mellucci, G.U. Arata; demolidas en 1961)
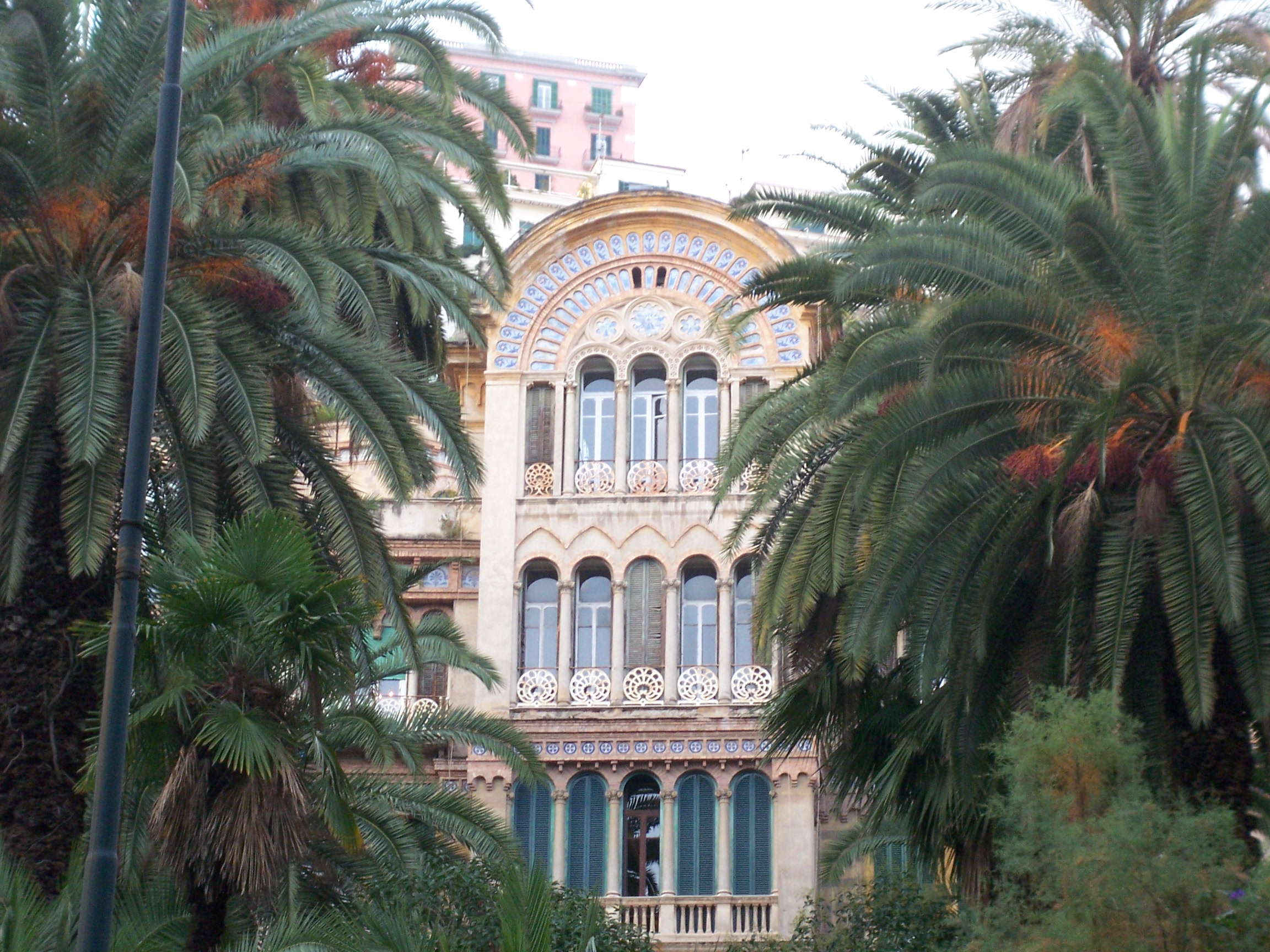
Villa Maria (antiguo Grand Hotel Eden) - detalle
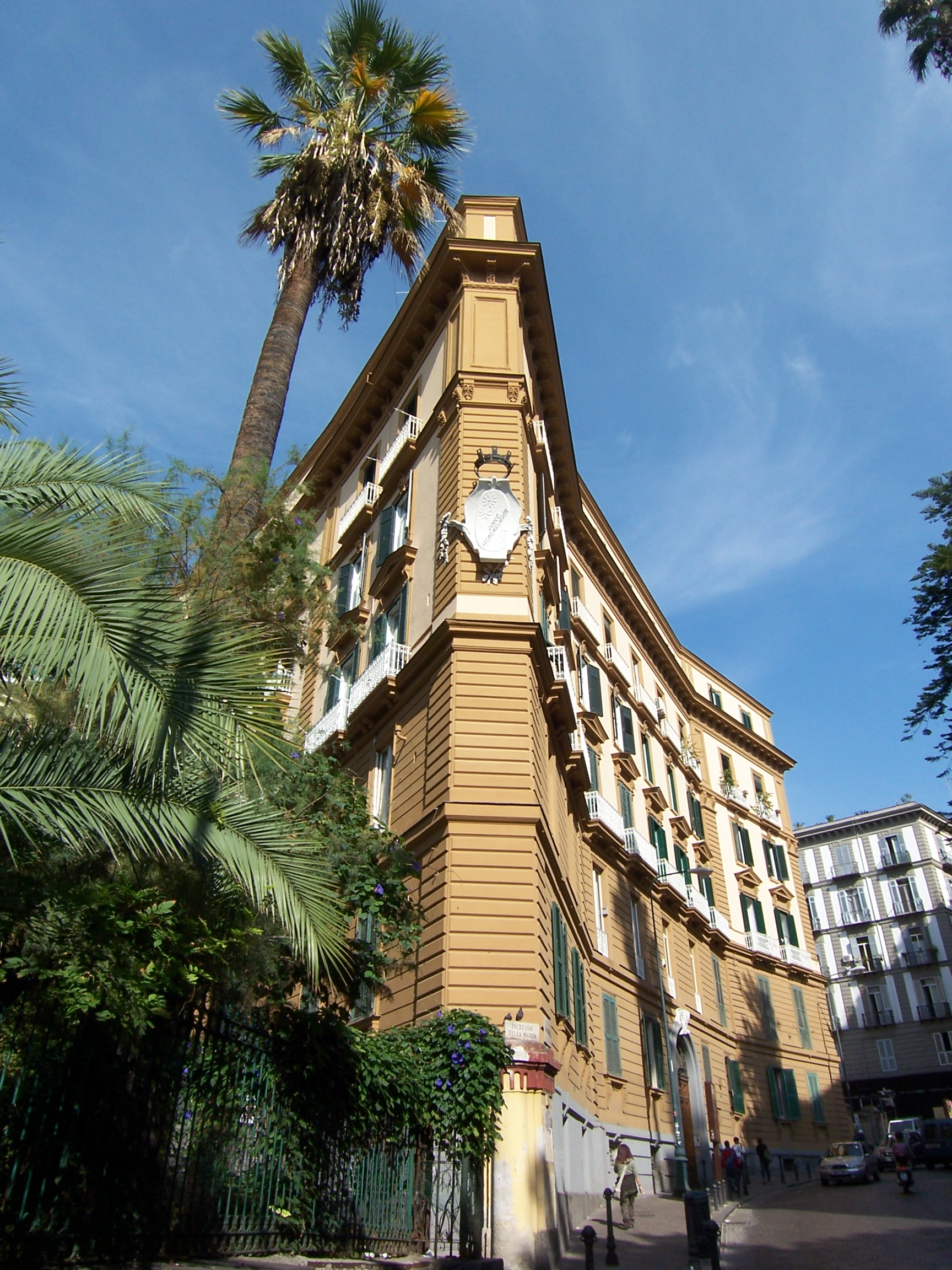
Via del Parco Margherita, 3
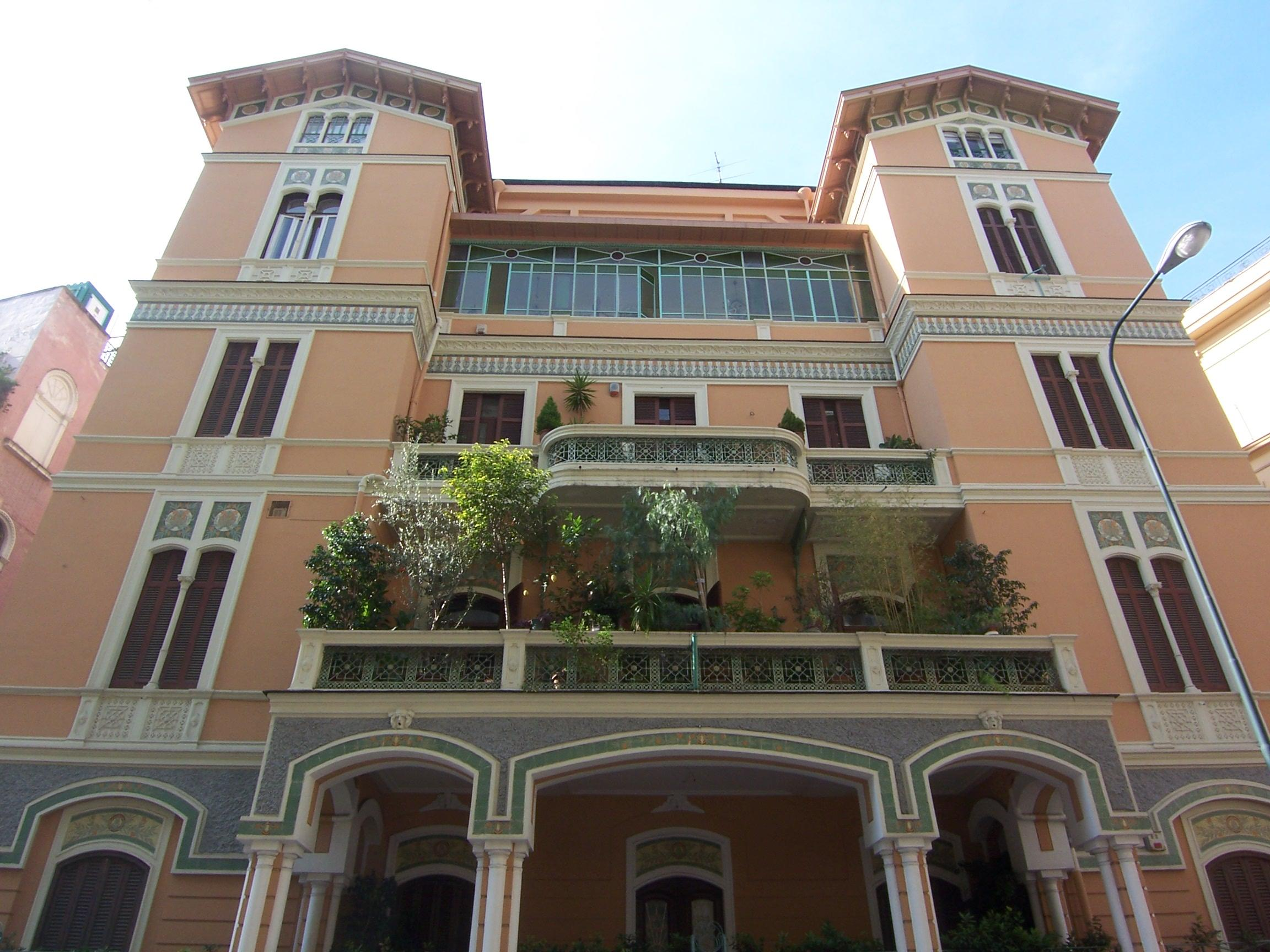
Via del Parco Margherita, 55
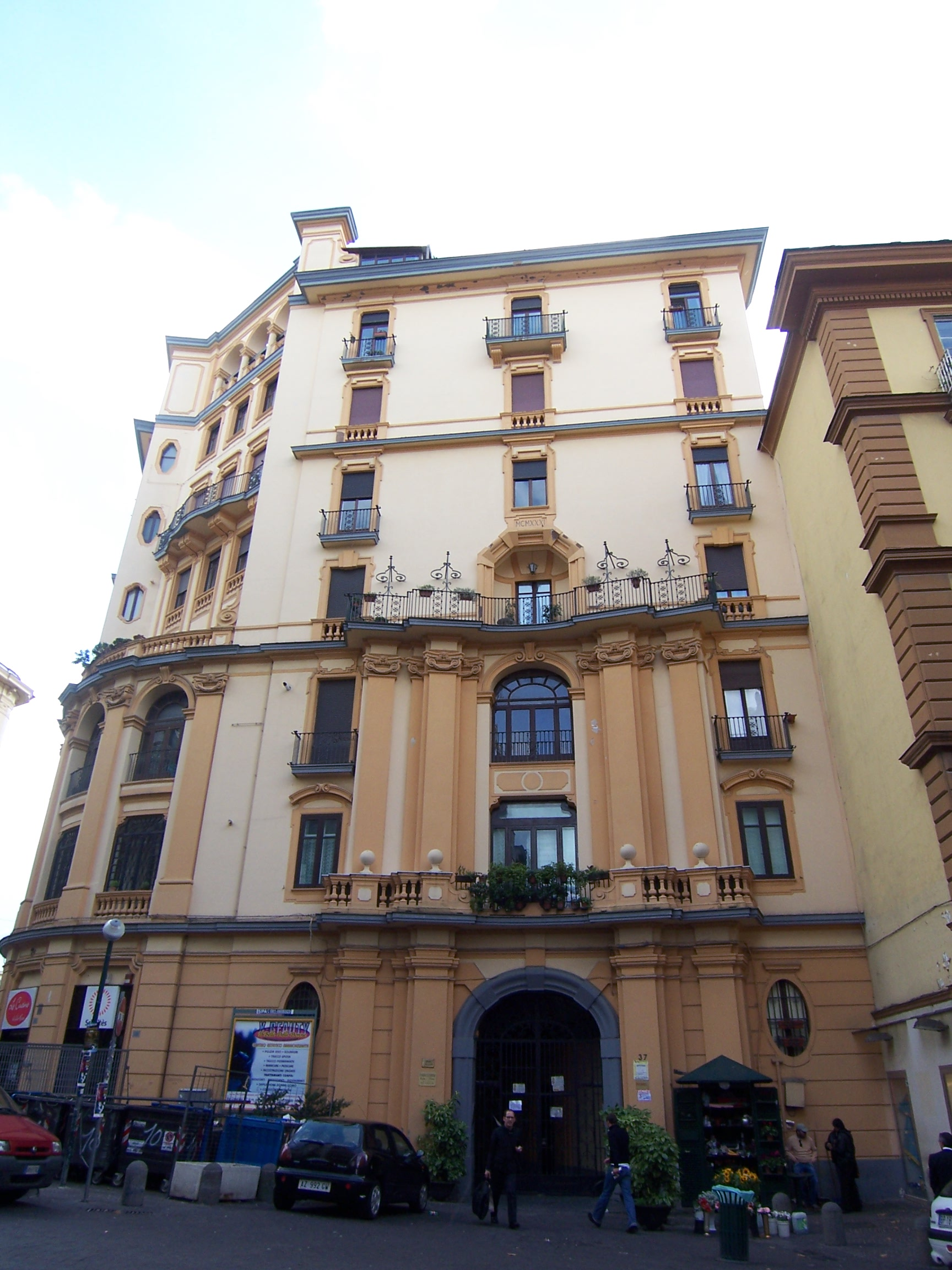
"Palazzo Avena" en la Piazzetta Fuga (Adolfo Avena)
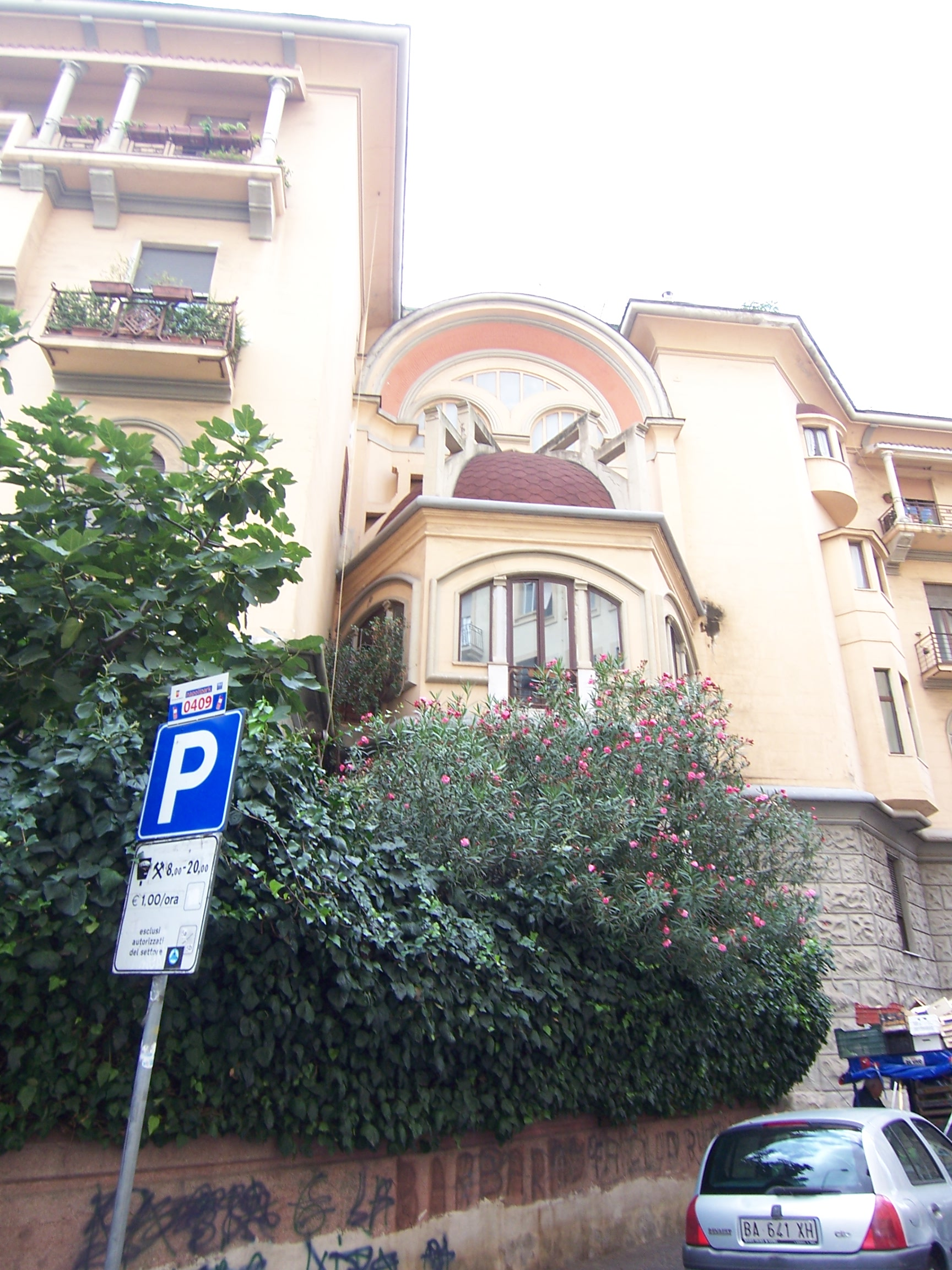
"Palazzo Avena" en la Piazzetta Fuga (por detrás)
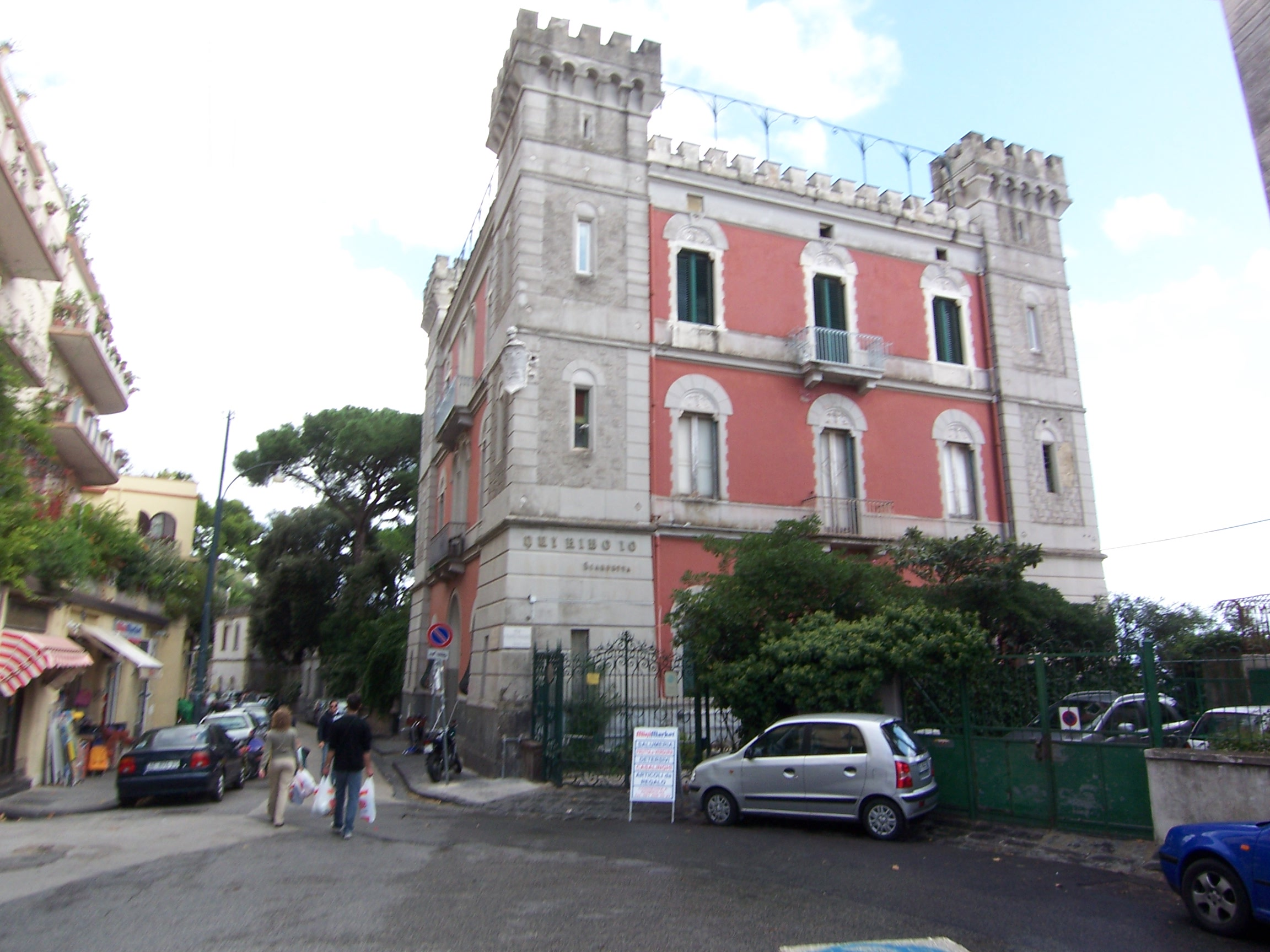
La Santarella
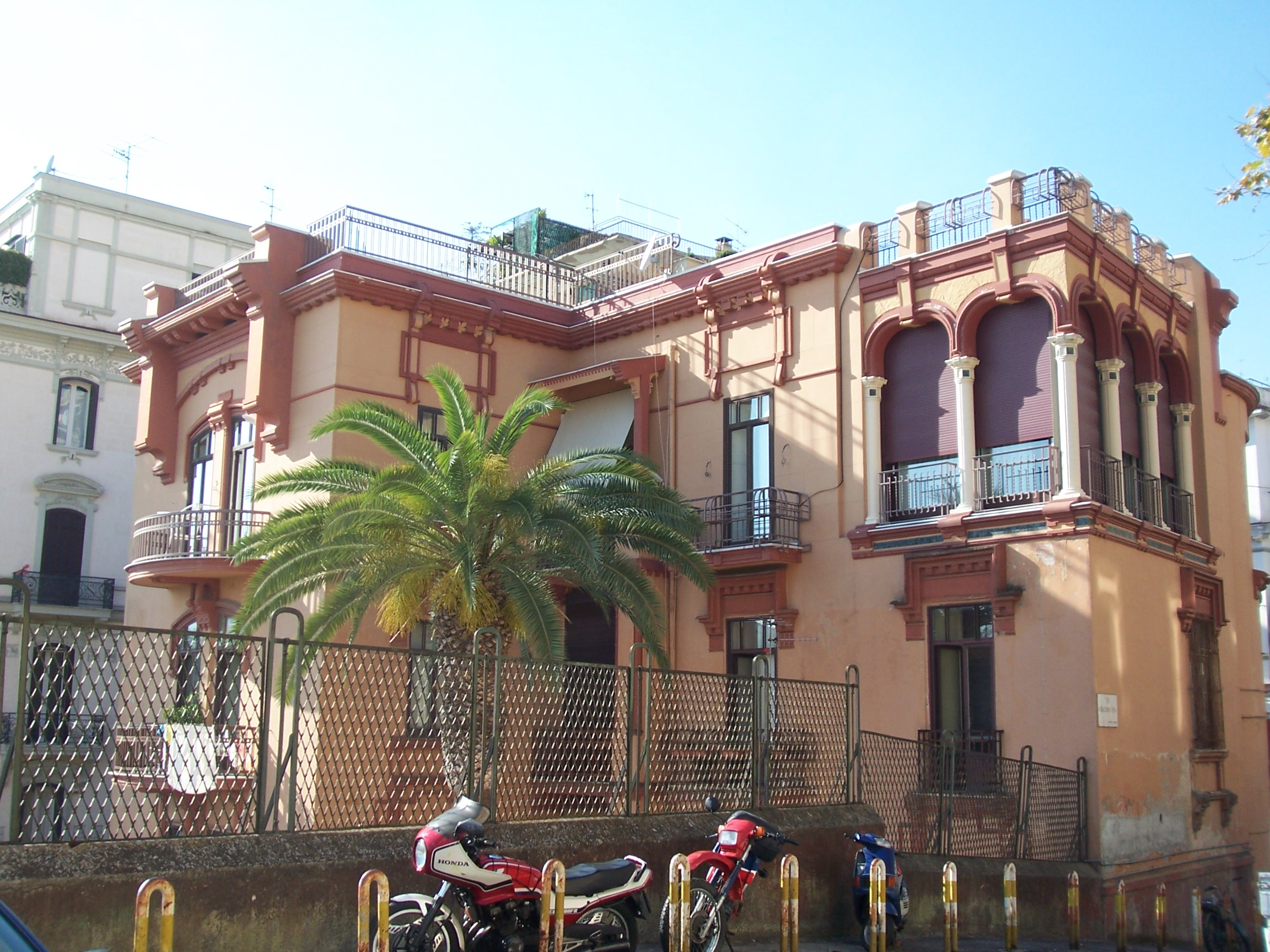
Villa Loreley (Adolfo Avena)
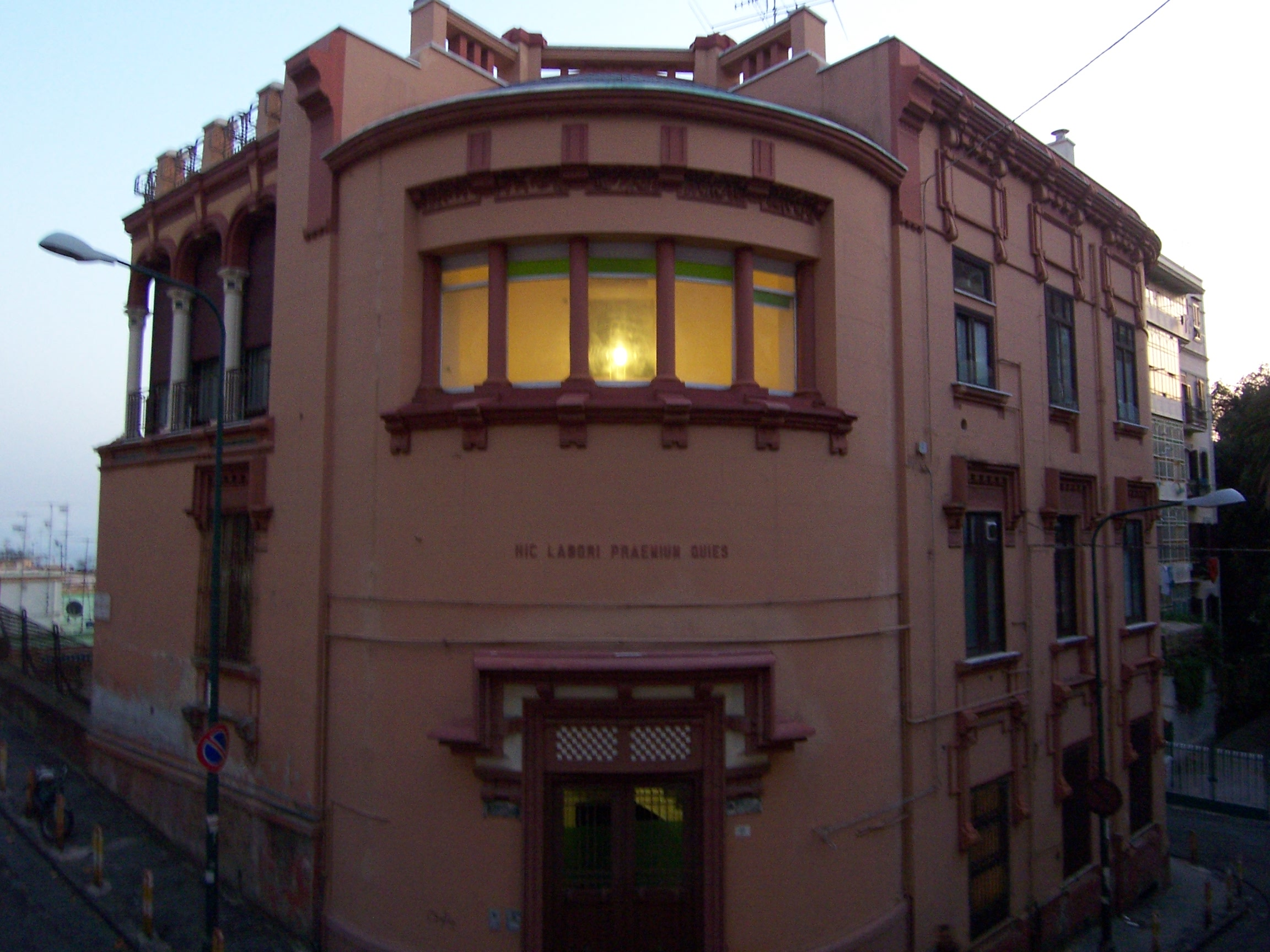
Villa Loreley (Adolfo Avena)
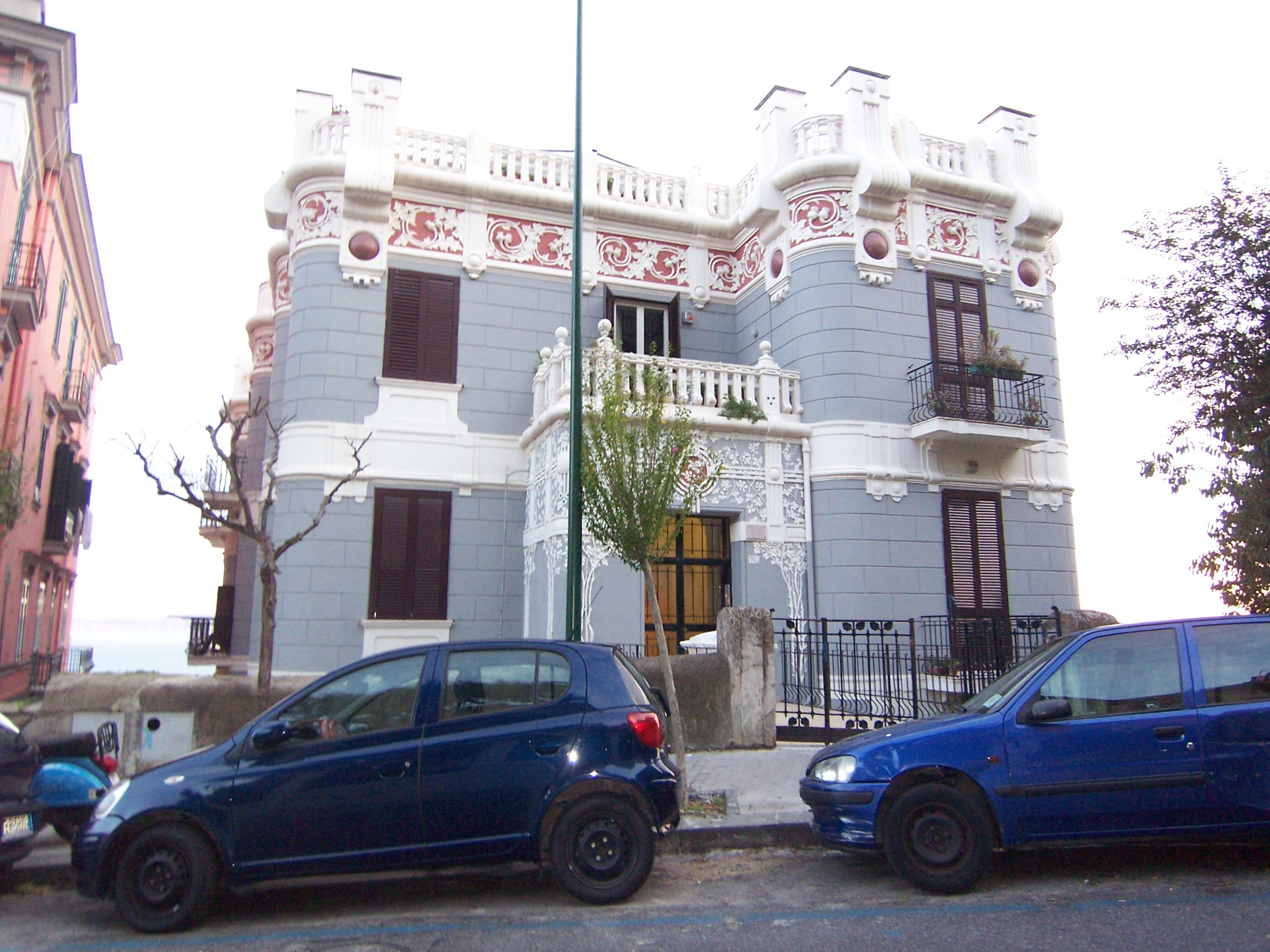
Palazzina Russo Ermolli
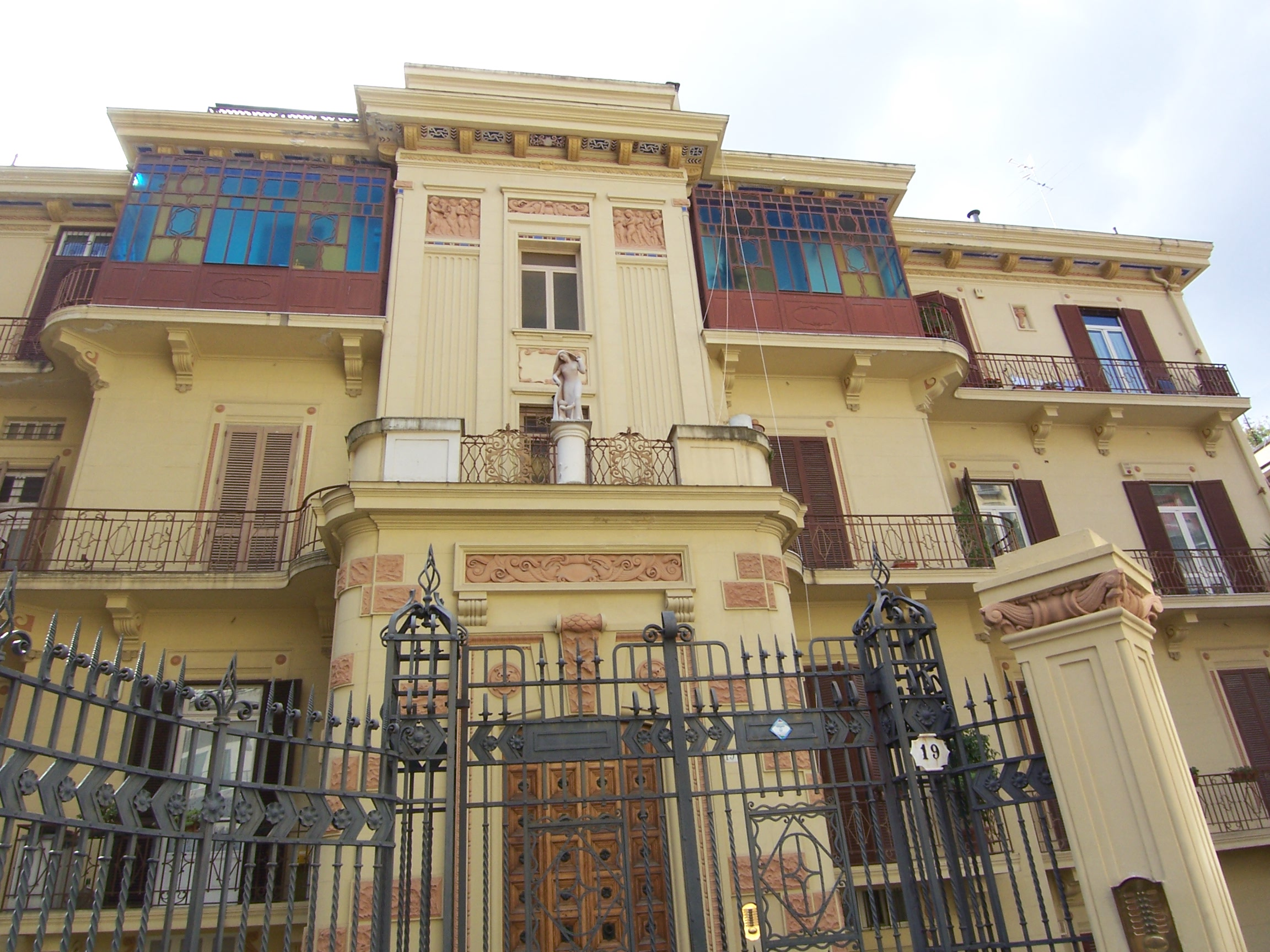
Via Palizzi, 19
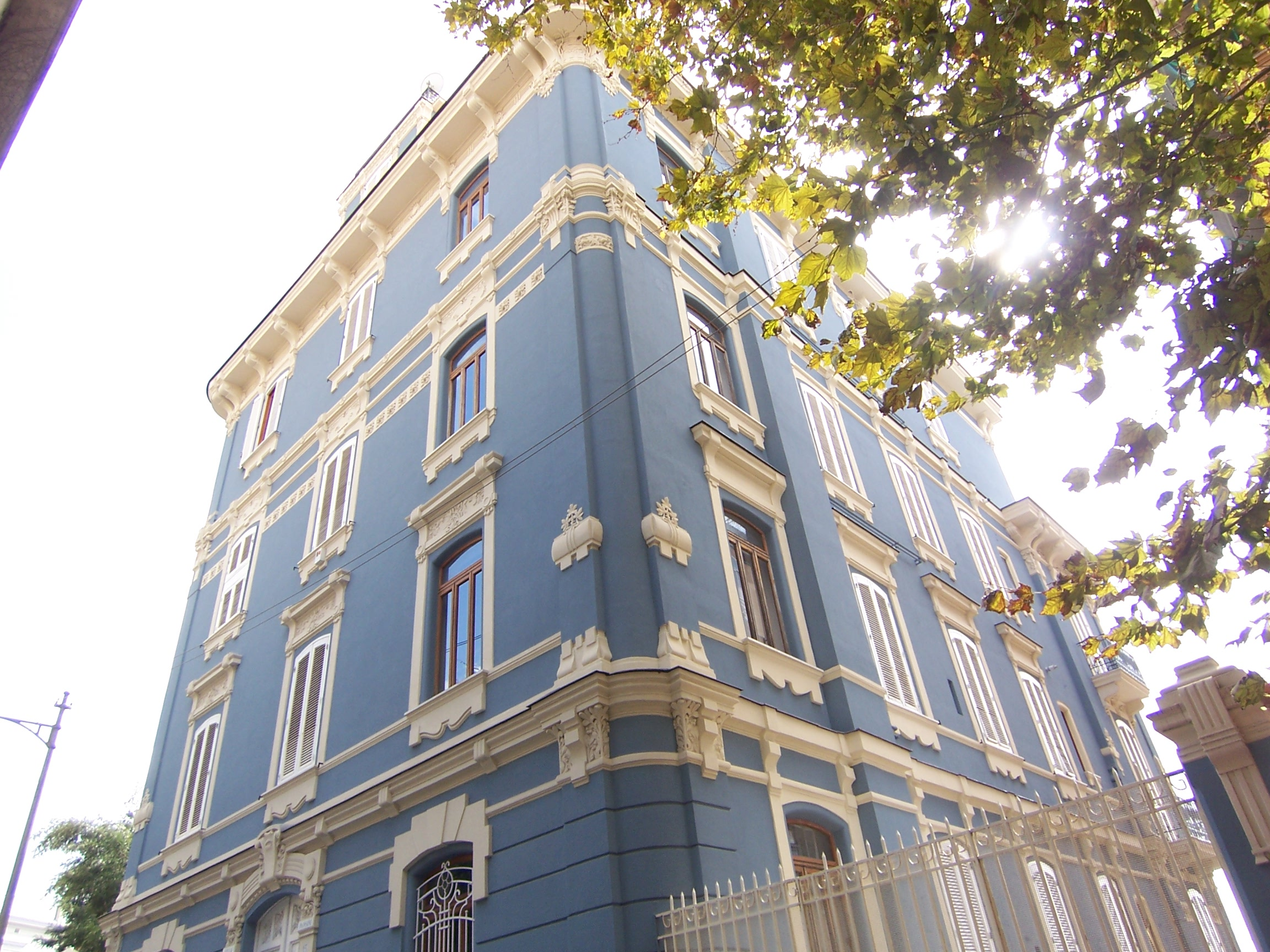
Via Palizzi
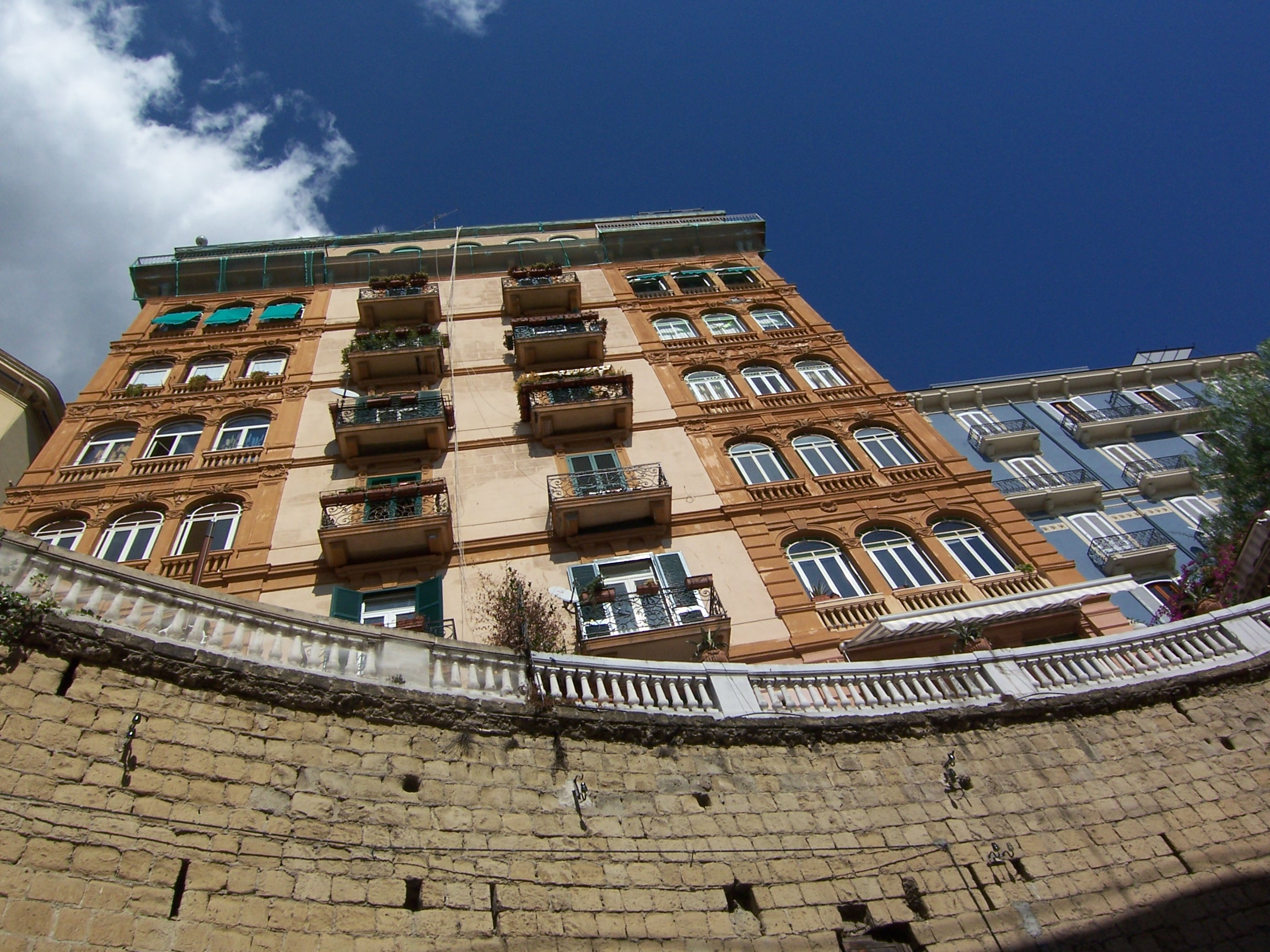
Via Palizzi
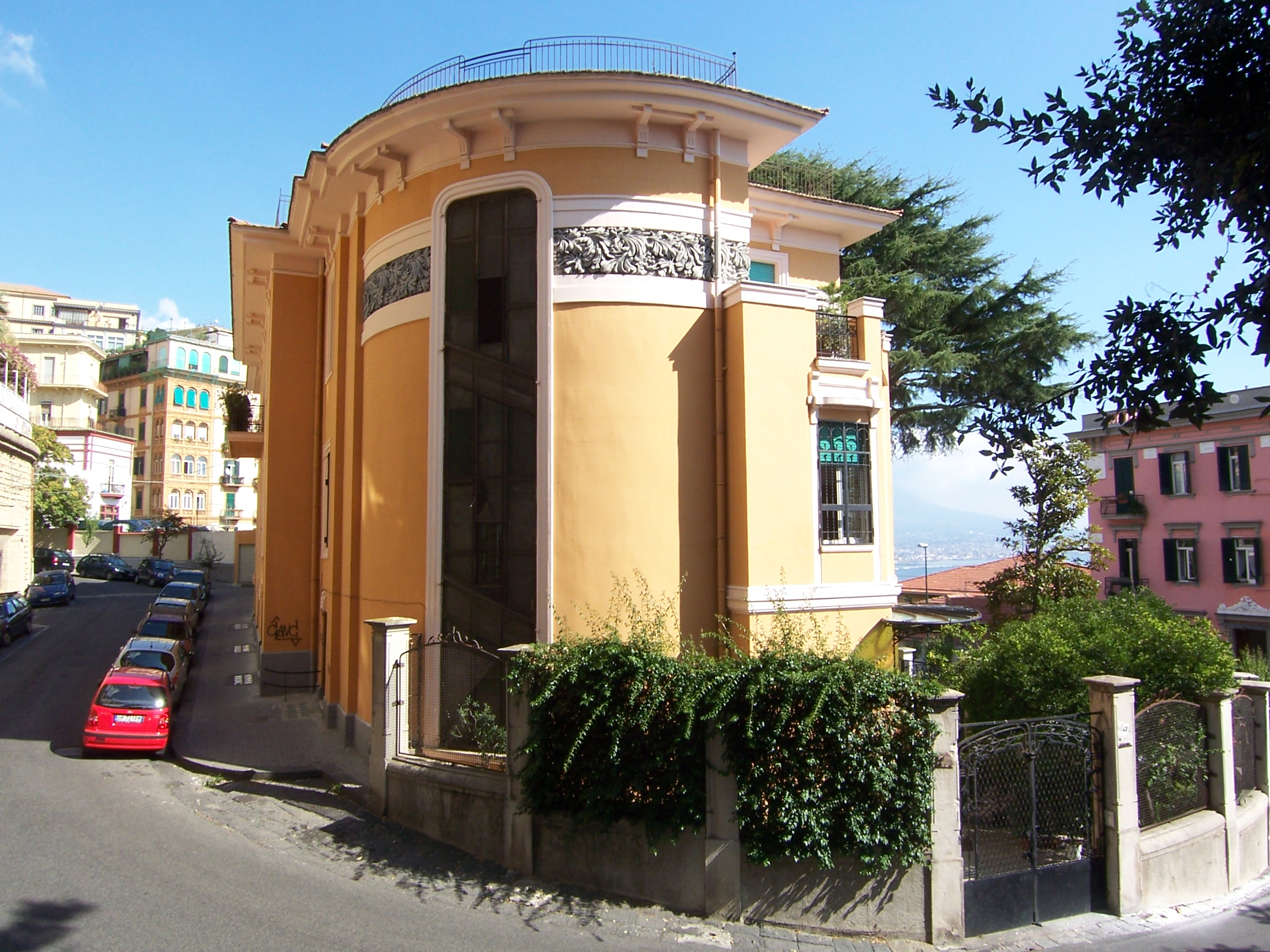
Villa Ascarelli (Adolfo Avena)
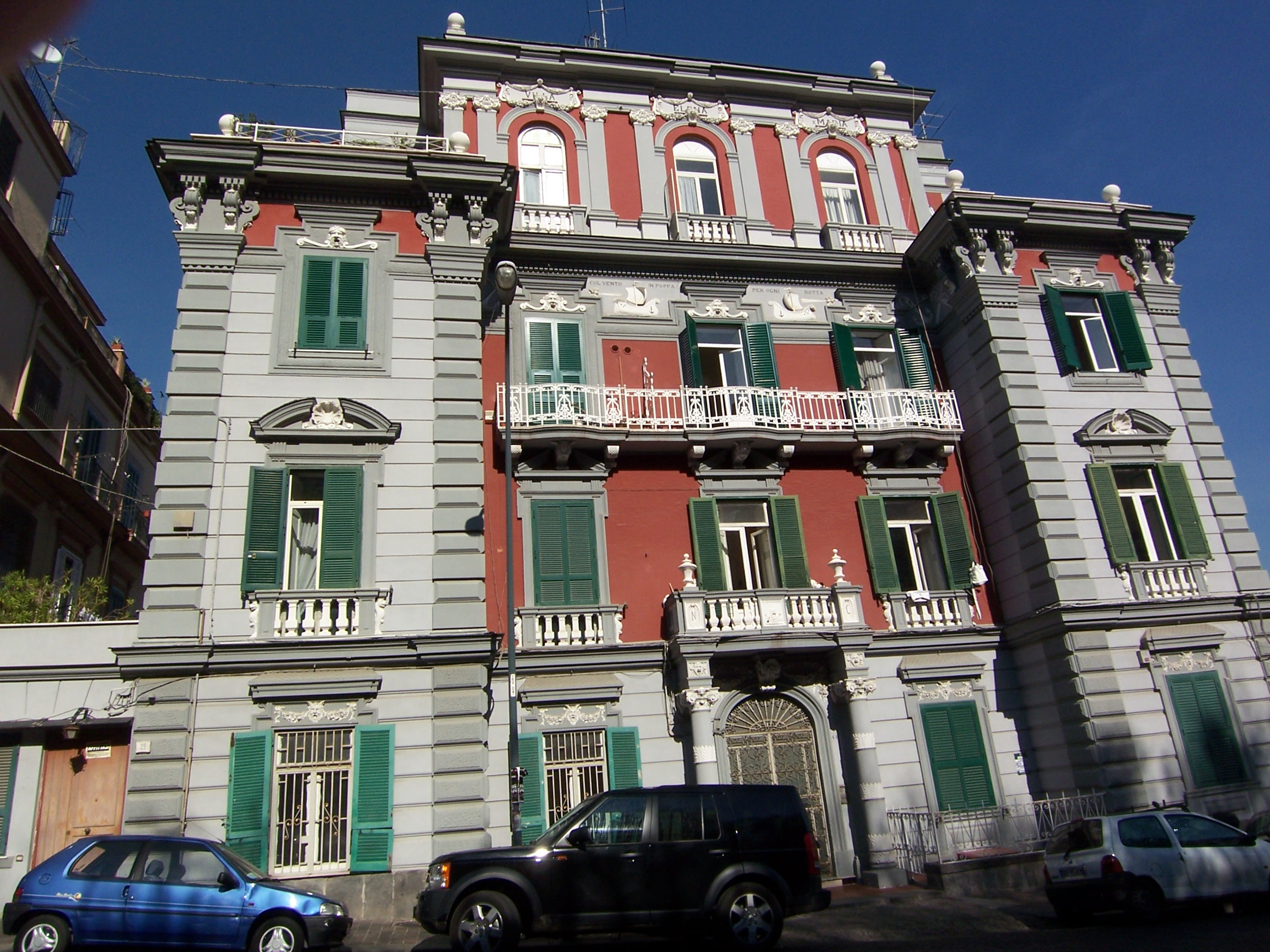
Villino Elena e Maria
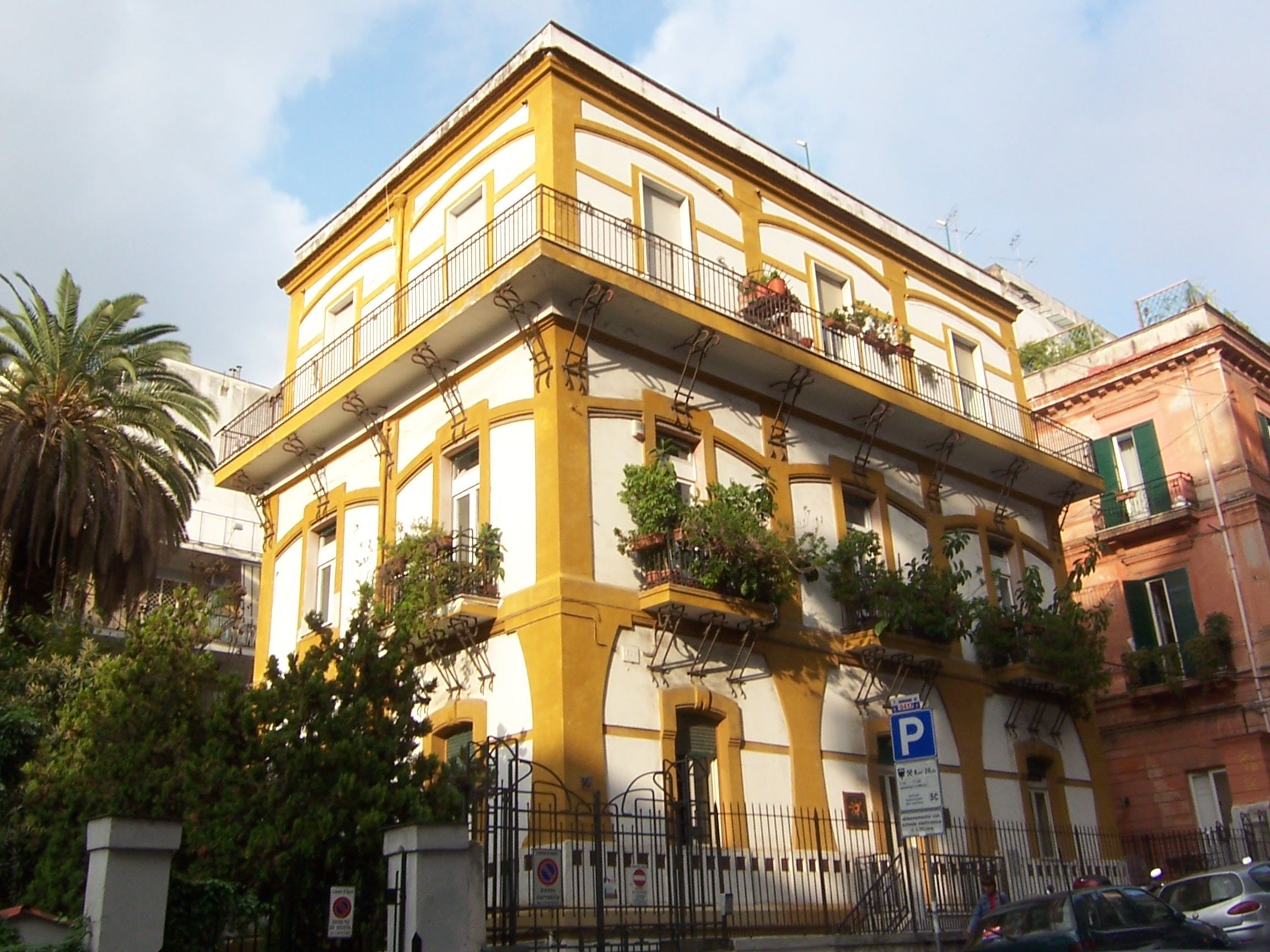
Casa Marotta (L. Paterna Baldizzi)
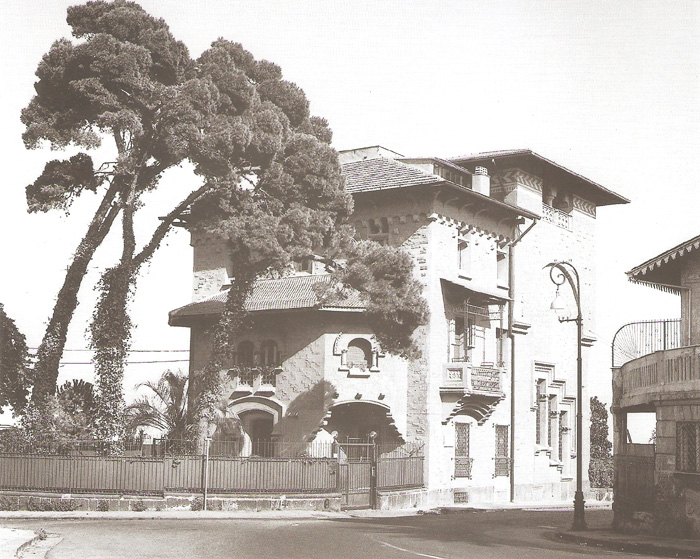
Villa Spera (Adolfo Avena)
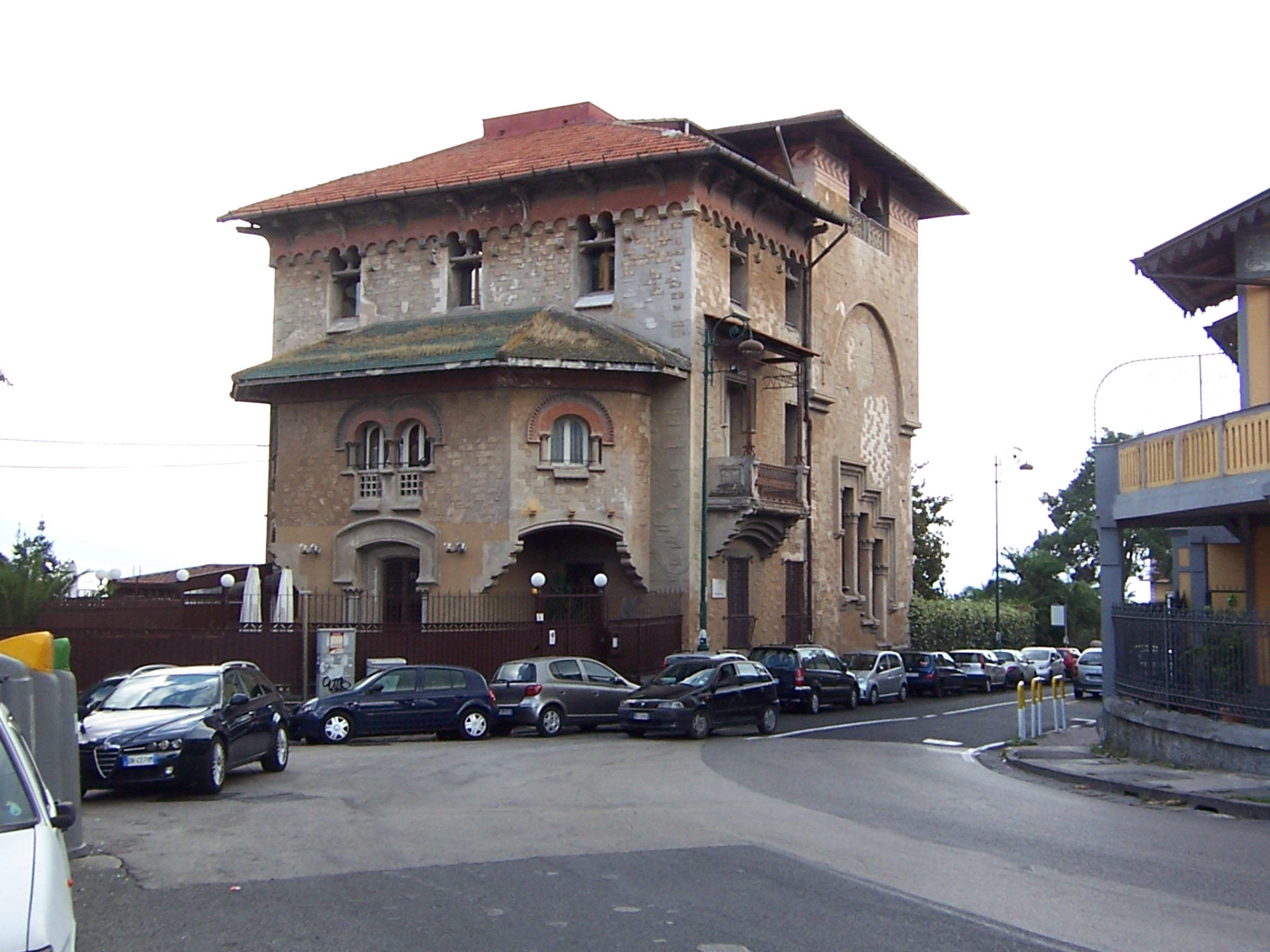
Villa Spera (Adolfo Avena)
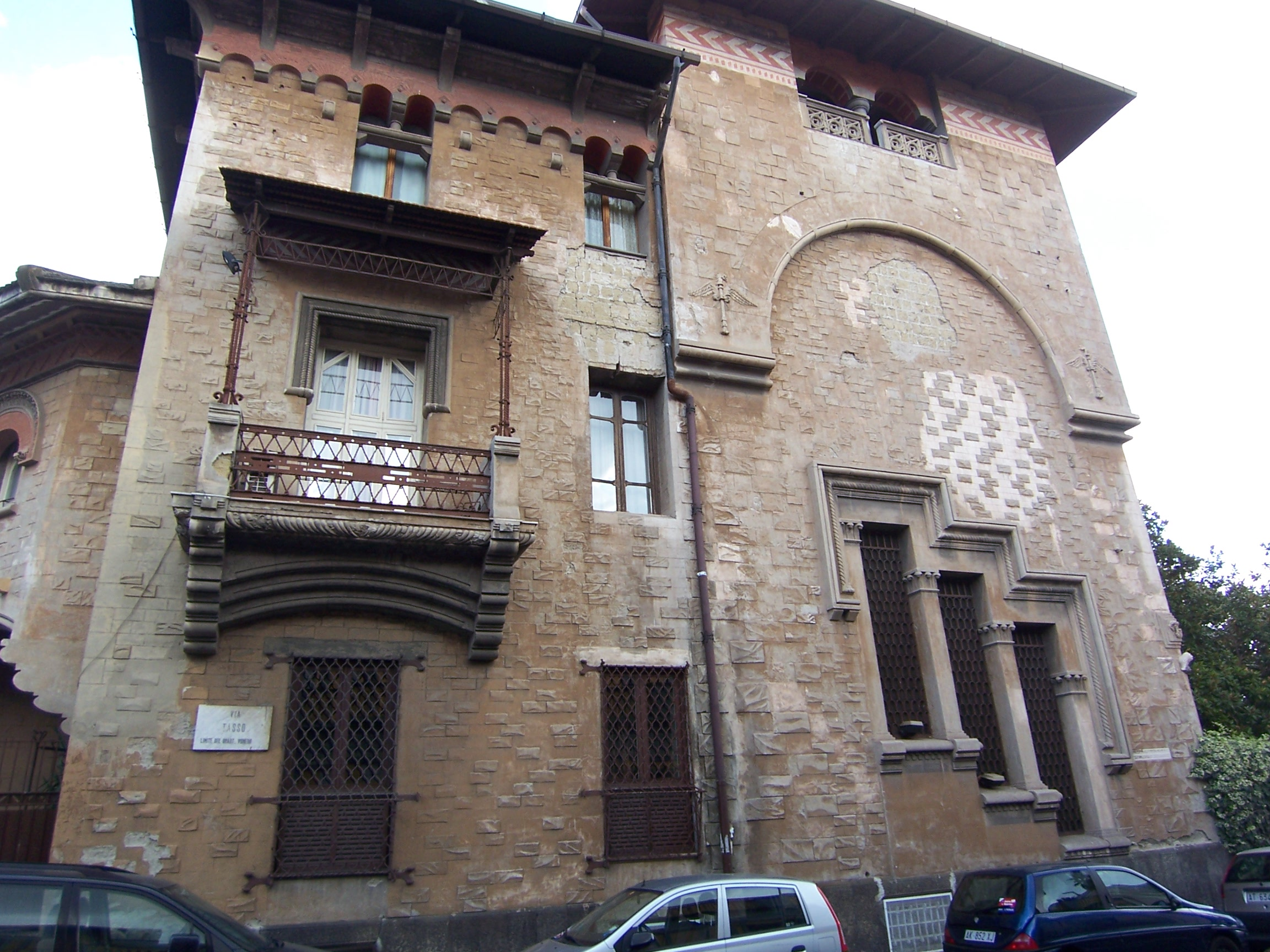
Villa Spera (fachada)
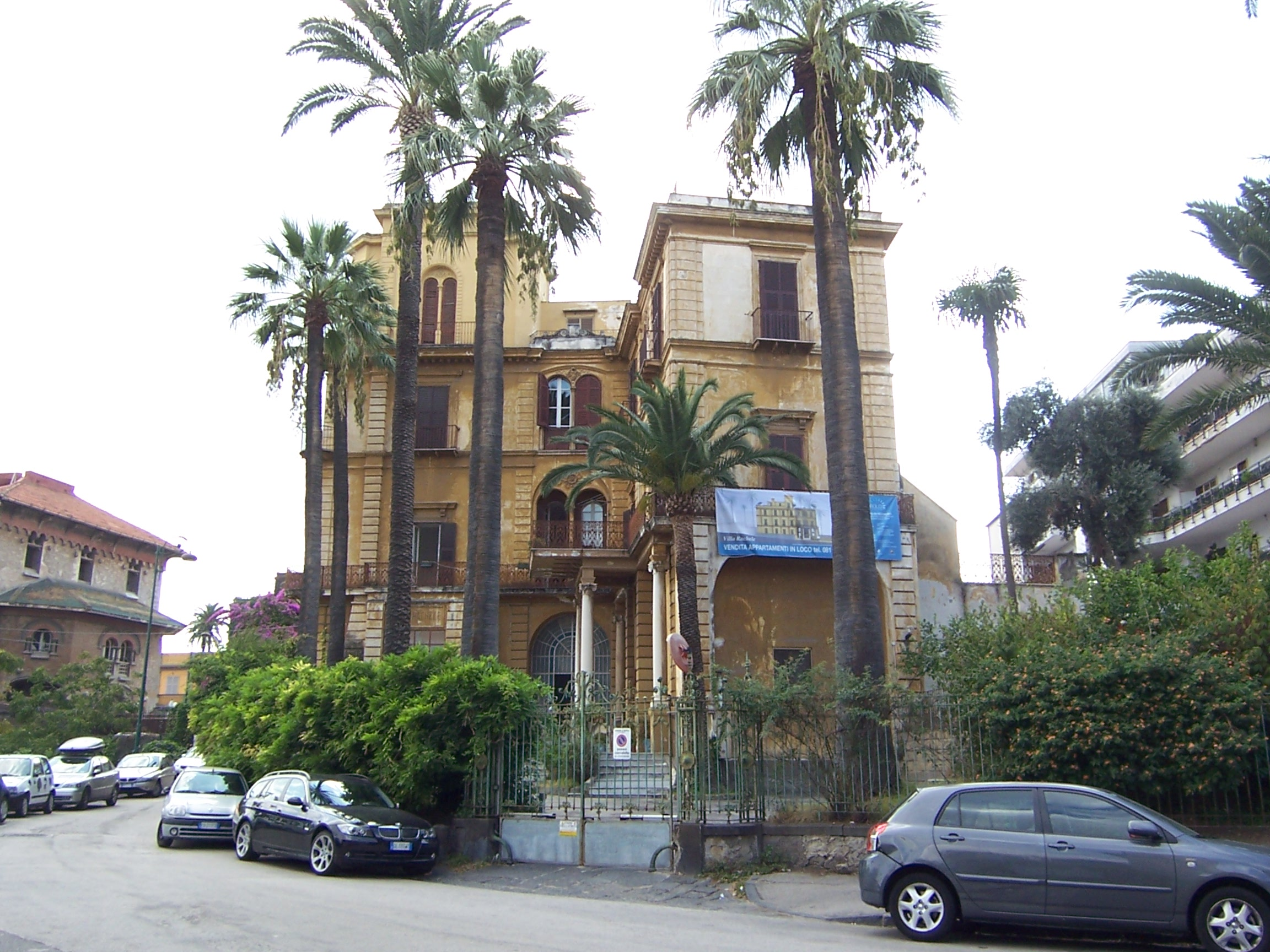
Villa Rachele (en restauración)
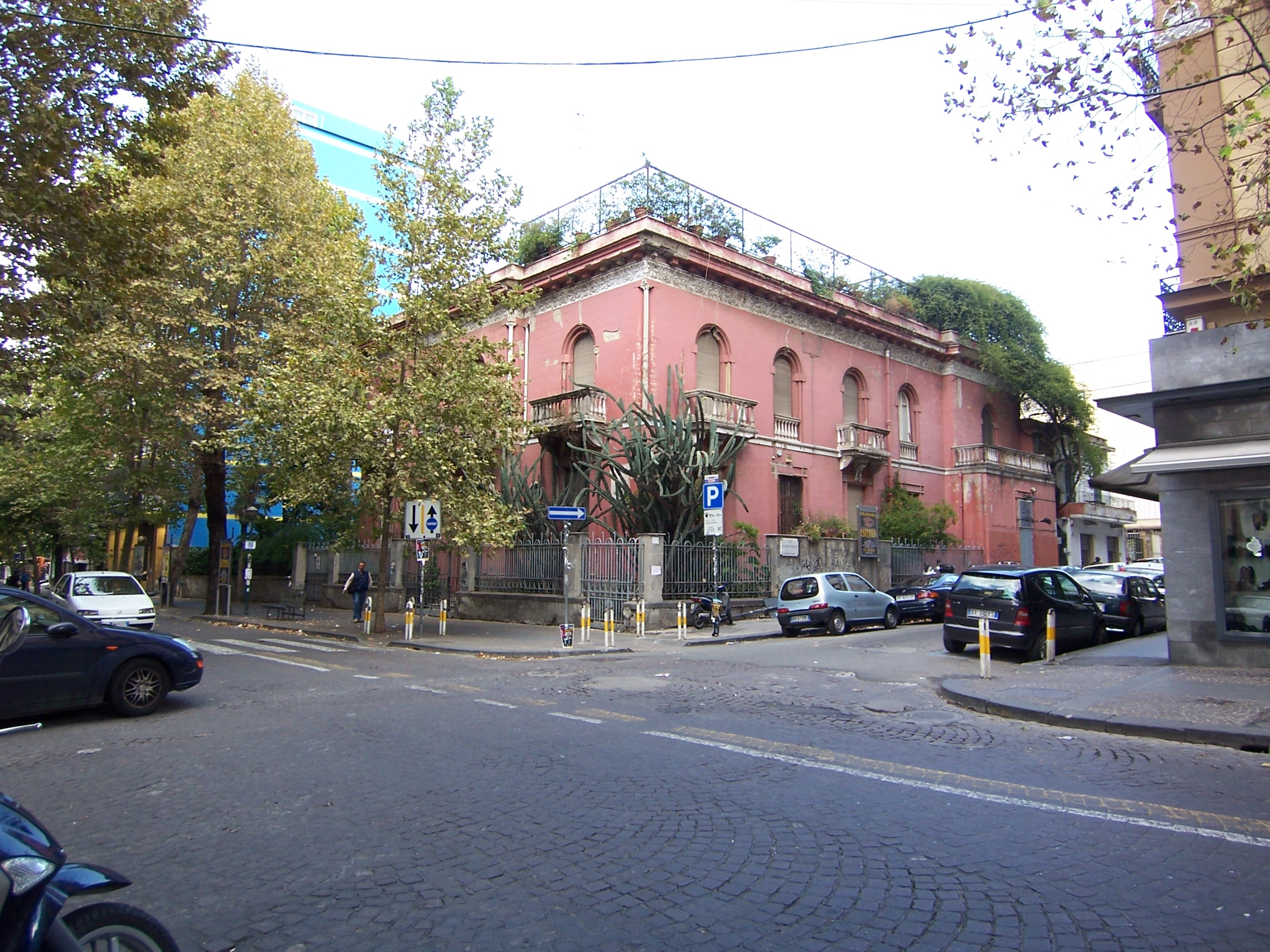
Villa Casciaro (Via Luca Giordano)
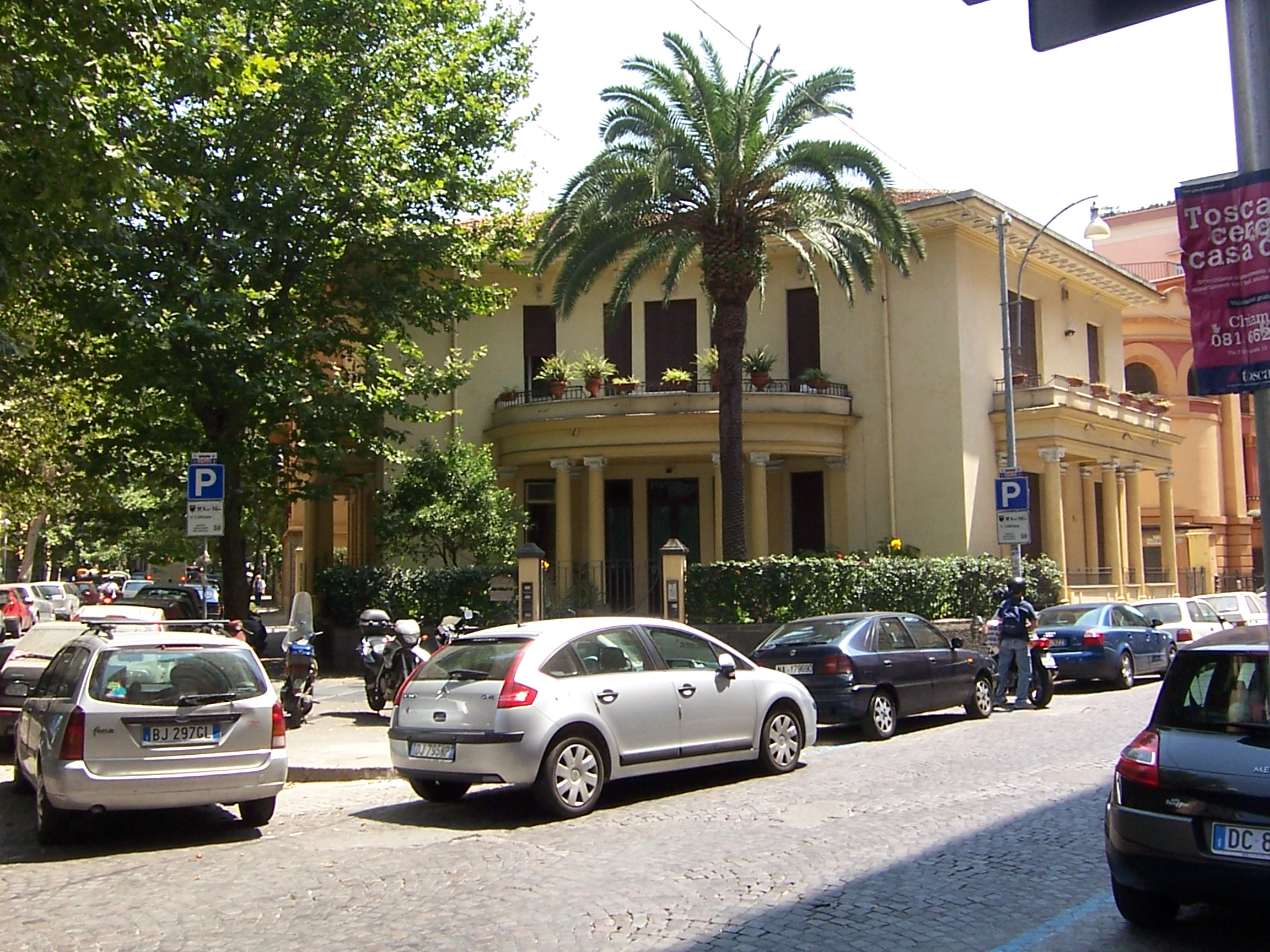
Villino (1925), Via Aniello Falcone 68
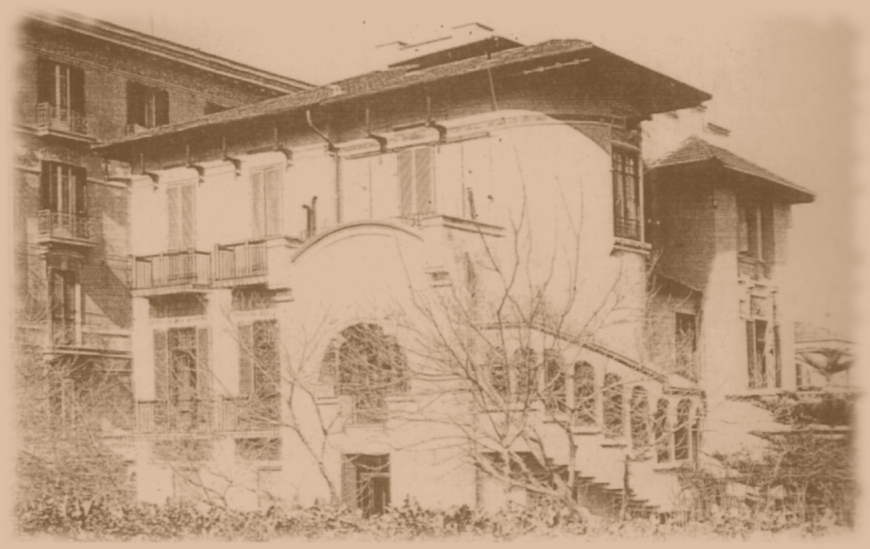
Villa Scaldaferri (Adolfo Avena, demolida)
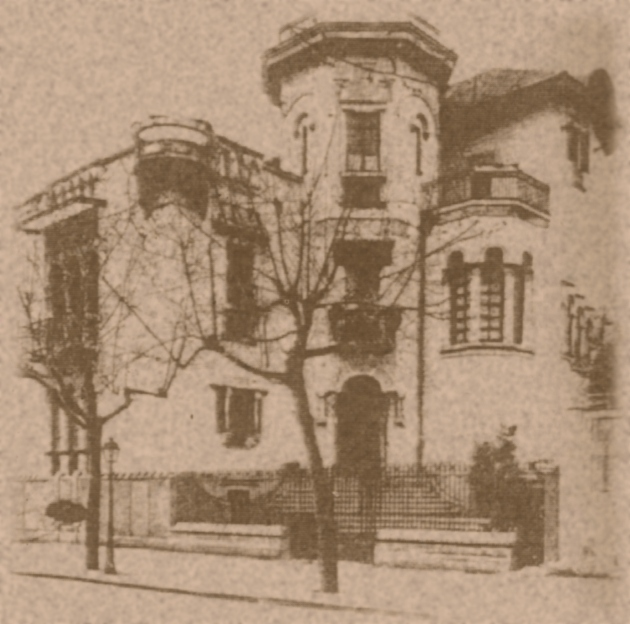
Villa Avena (Adolfo Avena, demolida)
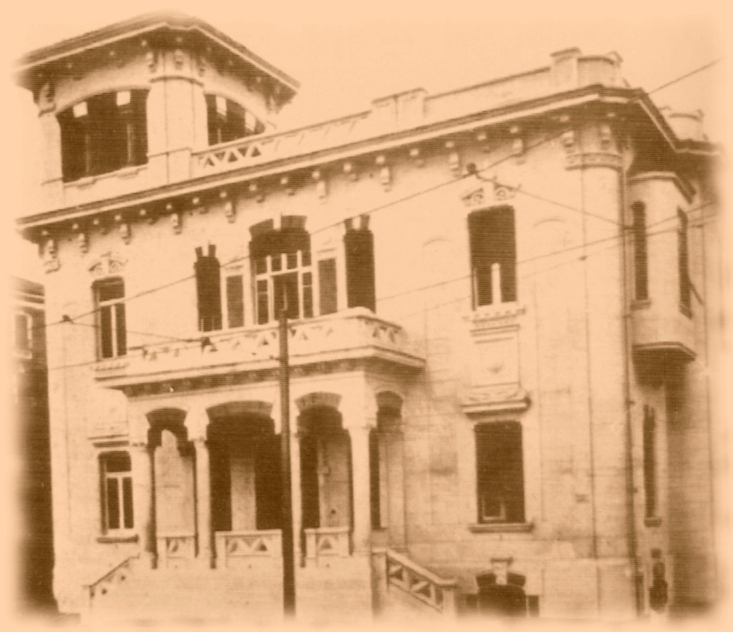
Villa Rossi-Filangieri (1935, demolida en 1959), Via Aniello Falcone
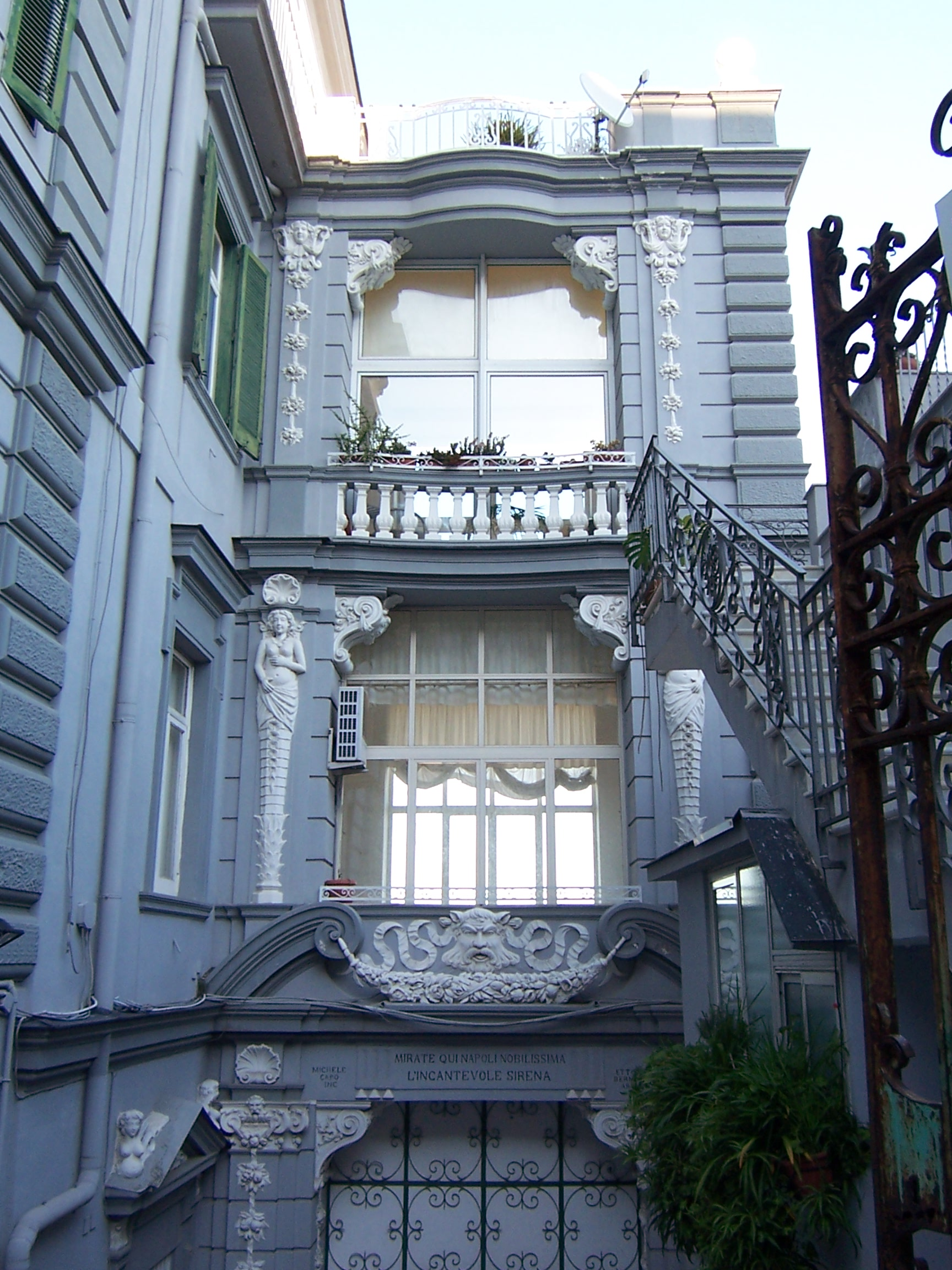
Villino Elena e Maria en San Martino